# 内田雄馬
内田 雄馬（うちだ ゆうま、1992年9月21日 - ）は、日本の男性声優、歌手。東京都出身。インテンション所属。声優・歌手の内田真礼は実姉。
代表作に『呪術廻戦』（伏黒恵役）、『BANANA FISH』（アッシュ・リンクス）、『マクロスΔ』（ハヤテ・インメルマン）などがある。

## 経歴
小学生の頃、元々芝居に興味があったが、あまり身長が高くないこともあり、役者の道を一度断念。
一家揃ってのゲーム好きだった影響で、13歳の時に『サクラ大戦』がきっかけで声優業に関心を持ち、『アイドルマスターシリーズ』も好きであったことから進路を考える17歳の時に声優への志望を強め、日本ナレーション演技研究所に入学。それまでは、「何かを目指して頑張る」という経験があまりなかったため、声優を志している仲間と一緒に、目標に向かっていくのはすごく楽しかったという。
同養成所在籍中の2012年に、『Holy Knight』のアニメ版のアフレコで声優デビューを果たした後、養成所を卒業し、2013年4月1日付けでアイムエンタープライズ所属となる。なお、アイムエンタープライズに入った時に撮影した宣材写真の髪型は実姉である内田真礼がセッティングした髪型である。
声優としてはまだ無名だった2013年に、杉田智和に誘われてパシフィコ横浜で開催された「A&Gオールスター2013」に、女装姿で飛び入り出演した。
2014年、『ガンダムビルドファイターズトライ』のコウサカ・ユウマ役でテレビアニメ初レギュラー出演。2016年に放映されたテレビアニメ『マクロスΔ』のハヤテ・インメルマン役で初めてトップクレジットでの主演を務めた。
2017年、第11回声優アワード新人男優賞を受賞。
同年秋、コーエーテクモゲームスからNintendo Switch向けに発売される「ファイアーエムブレム」と「無双シリーズ」とのコラボレーション作品『ファイアーエムブレム無双』で、姉・真礼とダブル主演を果たす。
2018年5月30日、KING AMUSEMENT CREATIVEよりアーティストデビュー。
2019年3月9日、第13回声優アワード主演男優賞を受賞。
2022年12月31日、10年在籍したアイムエンタープライズを退所。翌2023年1月1日よりインテンションに所属。
2024年1月1日、声優の日高里菜と結婚したことがインテンションの公式サイトで発表された。

## 人物
将来的には、どの世代でも主役をこなせていける声優になりたいとしている。
趣味はドライブ、ゲーム、料理、音楽、散歩、森林浴、山登り。特技は作曲、モノマネ、焼肉を焼く、ジャケットプレイ。
好きな言葉は、「為せば成る、為さねば成らぬ何事も」だという。
衝撃を受けた声優には、関智一を挙げている。
先輩声優である松岡禎丞とは内田が事務所に所属する前から面識がありプライベートで旅行に行ったりゲームをするほど仲が良く、冗談で小ばかにしたり呼び捨てしたりすることができる間柄であり、『声優グランプリ』の内田のデビュー10周年特集の際には内田たっての希望で松岡との対談が行われた。
好きな食べ物は肉全般で、嫌いな食べ物はトマト・茄子・ピーマンである。

## 出演
太字はメインキャラクター。

### テレビアニメ
2013年
- 魔界王子 devils and realist（ベイカー、生徒A）
- 恋愛ラボ（店員、男子、男子生徒）
- 凪のあすから（旭火華）
- ストライク・ザ・ブラッド
- 境界の彼方（男子生徒）
- アイカツ!（配達員）
- ミス・モノクローム -The Animation-（コンビニ客、ボクシング実況、男）

2014年
- のうりん（生徒）
- ウィッチクラフトワークス（男子生徒、生徒）
- 最近、妹のようすがちょっとおかしいんだが。（バスケ部員B）
- 咲-Saki- 全国編（記者）
- selector infected WIXOSS（男子生徒、男子）
- ジョジョの奇妙な冒険 スターダストクルセイダース（2014年 - 2015年、船員C、男A、SPW財団パイロットB） - 2シリーズ
- 彼女がフラグをおられたら（生徒B、七徳院A、生徒A）
- ピンポン THE ANIMATION（部員B、片瀬部員B、生徒A、主審、学生B）
- 一週間フレンズ。（クラスメイト）
- ソウルイーターノット!（男子生徒C）
- 魔法科高校の劣等生（生徒、三高生徒、一高生徒）
- 金田一少年の事件簿R（多間木匠）
- ソードアート・オンラインII（プレイヤー）
- M3〜ソノ黒キ鋼〜（研究員A）
- ガンダムビルドファイターズトライ（2014年 - 2016年、コウサカ・ユウマ） - 1シリーズ + 特別編
- 失われた未来を求めて
- 棺姫のチャイカ AVENGING BATTLE（ユニコーン、ウィザードC、衛兵、衛兵A、兵士、ウィザード）
- テラフォーマーズ（ハンス）
- オオカミ少女と黒王子（男友達）

2015年
- 冴えない彼女の育てかた（2015年 - 2017年、上郷喜彦） - 2シリーズ
- 聖剣使いの禁呪詠唱（万年堂亀吉）
- 黒子のバスケ（高校生）
- カードファイト!! ヴァンガードG（ファイターA、絵描き）
- 四月は君の嘘（観客）
- 血界戦線（2015年 - 2017年、音速猿〈ソニック〉、ライブラメンバー、通行人、観客、アナウンス、イカ） - 2シリーズ
- 魔法少女リリカルなのはViVid（クラウス・G・S・イングヴァルト）
- 電波教師（変装捜査員B）
- ダイヤのA（2015年 - 2020年、奥村光舟） - 2シリーズ
- シドニアの騎士 第九惑星戦役（作業員、操縦士）
- 食戟のソーマ（男子学生A）
- うたの☆プリンスさまっ♪ マジLOVEシリーズ（2015年 - 2016年、鳳瑛二） - 2シリーズ
- Classroom☆Crisis（霧羽ナギサ）
- 赤髪の白雪姫（2015年 - 2016年、カイ、衛兵A、海賊 他） - 2シリーズ
- アルスラーン戦記（兵士）
- 学戦都市アスタリスク（2015年 - 2016年、夜吹英士郎） - 2シリーズ
- 機動戦士ガンダム 鉄血のオルフェンズ（2015年 - 2016年、アイン・ダルトン）
- スタミュ（2015年 - 2019年、申渡栄吾） - 3シリーズ

2016年
- マクロスΔ（ハヤテ・インメルマン）
- エンドライド（フェリクス）
- ReLIFE（大神和臣）
- クオリディア・コード（千種霞）
- クロムクロ（ノア）
- モンスターハンター ストーリーズ RIDE ON（2016年 - 2018年、ジーニー）

2017年
- 幼女戦記（バルド）
- タイムボカン24（アイドルリーダー）
- あはれ!名作くん（2017年 - 2019年、ピーター・パン、犬のおまわりさん）
- GRANBLUE FANTASY The Animation（アーロン）
- BORUTO-ボルト- NARUTO NEXT GENERATIONS （2017年 - 2023年、カワキ）
- 弱虫ペダル シリーズ（2017年 - 2023年、新開悠人） - 3シリーズ
- バチカン奇跡調査官（セバスチャン・フランクリン）
- ナイツ&マジック（ジニエン）
- 境界のRINNE（パンクロッカーの霊）
- 異世界はスマートフォンとともに。（2017年 - 2023年、エンデ） - 2シリーズ
- アイドルマスター SideM（桜庭薫） - 1シリーズ + 特別編
- プリプリちぃちゃん!!（スポーツくん）
- 王様ゲーム The Animation（上田陽介）

2018年
- サンリオ男子（源誠一郎）
- りゅうおうのおしごと!（九頭竜八一）
- からかい上手の高木さん（2018年 - 2022年、中井くん） - 3シリーズ
- 魔法使いの嫁（シャナハン）
- 覇穹 封神演義（武吉）
- ポプテピピック（2018年 - 2022年、北条、ピピ美〈第2期第3話Bパート〉）- 2シリーズ
- グランクレスト戦記（テリウス・サヴォア）
- かくりよの宿飯（暁）
- 東京喰種トーキョーグール:re（不知吟士） - 2シリーズ
- 斉木楠雄のΨ難（金剛地充）
- 重神機パンドーラ（グレン・ディン）
- Caligula -カリギュラ-（シャドウナイフ）
- BANANA FISH（アッシュ・リンクス）
- ぐらんぶる（2018年 - 2025年、北原伊織） - 2シリーズ
- 千銃士（ゲベール）
- ほら、耳がみえてるよ!-喂，看见耳朵啦-（2018年 - 2019年、ダイスウ） - 2シリーズ
- 青春ブタ野郎シリーズ（2018年 - 2025年、国見佑真） - 2シリーズ
- ゴールデンカムイ（江渡貝弥作）
- アイドルマスター SideM 理由あってMini!（桜庭薫）
- 抱かれたい男1位に脅されています。（成宮涼）

2019年
- ゾイドワイルド（ソルト）
- マナリアフレンズ（ウィリアム）
- 今日もツノがある（エビフライ、面接官、カワウソ）
- フルーツバスケット（2019年 - 2021年、草摩夾） - 3シリーズ
- MIX（2019年 - 2023年、立花走一郎） - 2シリーズ
- この音とまれ!（久遠愛） - 2シリーズ
- なむあみだ仏っ!-蓮台 UTENA-（観音菩薩）
- KING OF PRISM -Shiny Seven Stars-（涼野ユウ）
- 胡蝶綺 〜若き信長〜（池田恒興〈勝三郎〉）
- ギヴン（上ノ山立夏）
- あひるの空（2019年 - 2020年、花園百春）
- 俺を好きなのはお前だけかよ（サンちゃん〈大賀太陽〉）
- スタンドマイヒーローズ PIECE OF TRUTH（大谷羽鳥）
- BEASTARS（2019年 - 2021年、ミグノ） - 2シリーズ
- あんさんぶるスターズ!（漣ジュン）

2020年
- 宝石商リチャード氏の謎鑑定（中田正義）
- うちタマ?! 〜うちのタマ知りませんか?〜（河原ベー）
- 地縛少年花子くん（2020年 - 2025年、源輝） - 3シリーズ
- 理系が恋に落ちたので証明してみた。（2020年 - 2022年、雪村心夜） - 2シリーズ
- トミカ絆合体 アースグランナー（2020年 - 2021年、熊猫カケル）
- THE GOD OF HIGH SCHOOL ゴッド・オブ・ハイスクール（サン・マンダク）
- 呪術廻戦（2020年 - 2023年、伏黒恵） - 2シリーズ
- おそ松さん（新十四松）
- テイルズ オブ クレストリア ―咎我ヲ背負いて彼は発つ―（ヴィシャス）

2021年
- 怪病医ラムネ（ラムネ）
- スケートリーディング☆スターズ（前島絢晴）
- アイ★チュウ（赤羽根双海）
- 灼熱カバディ（宵越竜哉）
- カードファイト!! ヴァンガード overDress（2021年 - 2023年、江端トウヤ） - 5シリーズ
- SSSS.DYNAZENON（オニジャ） - 2023年に劇場総集編公開
- ドラゴン、家を買う。（オルトロス）
- 新幹線変形ロボ シンカリオンZ（2021年 - 2022年、安城シマカゼ）
- SCARLET NEXUS（ナギ・カーマン）
- RE-MAIN（百崎陸）
- ゲッターロボ アーク（流拓馬）
- 死神坊ちゃんと黒メイド（2021年 - 2024年、ウォルター） - 3シリーズ
- 真の仲間じゃないと勇者のパーティーを追い出されたので、辺境でスローライフすることにしました（2021年 - 2024年、オットー） - 2シリーズ

2022年
- オリエント（武蔵）- 2シリーズ
- 東京24区（朱城ラン）
- 佐々木と宮野（半澤雅人）
- リーマンズクラブ（霧島琢磨）
- デリシャスパーティ♡プリキュア（2022年 - 2023年、品田拓海 / ブラックペッパー）
- 処刑少女の生きる道（ミツキ）
- ヒロインたるもの!〜嫌われヒロインと内緒のお仕事〜（RIO）
- 東京ミュウミュウ にゅ〜♡（2022年 - 2023年、青山雅也 / 蒼の騎士 / ディープブルー） - 2シリーズ
- 悪役令嬢なのでラスボスを飼ってみました（アイザック・ロンバール）
- ヒューマンバグ大学 -不死学部不幸学科-（下田正）
- 虫かぶり姫（グレン・アイゼナッハ）
- ブルーロック（2022年 - 2024年、御影玲王） - 2シリーズ
- 転生したら剣でした（ジャン・ドゥービー）

2023年
- とんでもスキルで異世界放浪メシ（ムコーダ / 向田剛志）
- ちいかわ（ラッコ）
- Opus.COLORs（月見里和哉）
- デッドマウント・デスプレイ（繰屋匠） - 2シリーズ
- 異世界ワンターンキル姉さん 〜姉同伴の異世界生活はじめました〜（ジークフリート）
- THE MARGINAL SERVICE（ラバー・スーツ）
- てんぷる（バカ神・エロ光）
- るろうに剣心 -明治剣客浪漫譚- (2023)（2023年 - 2025年、四乃森蒼紫） - 2シリーズ
- 悲劇の元凶となる最強外道ラスボス女王は民の為に尽くします。（パウエル）
- シャングリラ・フロンティア（2023年 - 2025年、サンラク / 陽務楽郎）- 2シリーズ
- MFゴースト（2023年 - 2024年、片桐夏向） - 2シリーズ
- 放課後少年花子くん（2023年 - 2024年、源輝、祓魔師〈輝〉） - 2シリーズ
- ブルバスター（鉛修一）

2024年
- 愚かな天使は悪魔と踊る（阿久津雅虎）
- 悪役令嬢レベル99 〜私は裏ボスですが魔王ではありません〜（パトリック・アッシュバトン）
- 姫様“拷問”の時間です（漆黒王）
- ROLY POLY PEOPLES（ウィッキー）
- WIND BREAKER（2024年 - 2025年、桜遥） - 2シリーズ
- 黄昏アウトフォーカス（大友寿）
- 先輩はおとこのこ（大我竜二）
- 神之塔 -Tower of God-（王野成） - 2シリーズ
- グレンダイザーU（カサド・ゼオラ・ホワイター）
- 異世界失格（ヤマダ）
- アオのハコ（2024年 - 2025年、針生健吾）

2025年
- メダリスト（夜鷹純）
- クラシック★スターズ（ベートーヴェン）
- LAZARUS ラザロ（リーランド）
- ＃コンパス2.0 戦闘摂理解析システム（塵）
- 謎解きはディナーのあとで（小林雄馬）
- 履いてください、鷹峰さん（王寺聖夜）
- クレバテス-魔獣の王と赤子と屍の勇者-（カッツ）
- 強くてニューサーガ（カイル）
- カラオケ行こ!（ジャージ）
- ワンダンス（壁谷楽）
- デブとラブと過ちと!（結城圭介）

### 劇場アニメ
2010年代
- KING OF PRISMシリーズ（2016年 - 2025年、涼野ユウ） - 5作品
- 劇場版マクロスΔ 激情のワルキューレ（2018年 - 2021年、ハヤテ・インメルマン）- 2作品
- 君の膵臓をたべたい（2018年、隆弘）
- 劇場版 うたの☆プリンスさまっ♪ マジLOVEキングダム（2019年、鳳瑛二）
- 劇場版 誰ガ為のアルケミスト（2019年、ザイン）
- 青春ブタ野郎シリーズ（2019年 - 2023年、国見佑真）- 2作品

2020年
- 映画しまじろう しまじろうとそらとぶふね（ジン）
- 映画 ギヴン（2020年 - 2024年、上ノ山立夏） - 2作品
- HoneyWorks 10th Anniversary "LIP×LIP FILM×LIVE"（RIO）

2021年
- 復興応援 政宗ダテニクル 合体版＋（12代当主 伊達成宗）
- シドニアの騎士 あいつむぐほし（山野稲汰郎）
- 劇場版 抱かれたい男1位に脅されています。〜スペイン編〜（成宮涼）

2022年
- 機動戦士ガンダム ククルス・ドアンの島（マルコス）
- 劇場版 からかい上手の高木さん（中井くん）
- 怪盗クイーンはサーカスがお好き（RD）
- おそ松さん〜ヒピポ族と輝く果実〜（新十四松）
- 映画 デリシャスパーティ♡プリキュア 夢みる♡お子さまランチ!（品田拓海 / ブラックペッパー）
- 劇場版 転生したらスライムだった件 紅蓮の絆編（ヒイロ）

2023年
- 映画 佐々木と宮野ー卒業編ー（半澤雅人）

2024年
- BLOODY ESCAPE -地獄の逃走劇-（ジャミ）
- 劇場版ブルーロック -EPISODE 凪-（御影玲王）
- 数分間のエールを（外崎大輔）

2025年
- 映画 先輩はおとこのこ あめのち晴れ（大我竜二）
- 遠井さんは青春したい！『バカとスマホとロマンスと』（山田サタン）
- ひゃくえむ。（樺木）

### OVA
2010年代
- 棺姫のチャイカ AVENGING BATTLE（2015年、道具係A）
- 山賊ダイアリー（2015年、アキ君）
- スタミュ（2016年 - 2018年、申渡栄吾）
- ReLIFE"完結編"（2018年、大神和臣）
- からかい上手の高木さん（2018年、中井） - コミックス第9巻OAD付き特別版

2020年代
- 俺を好きなのはお前だけかよ〜俺たちのゲームセット〜（2020年、サンちゃん〈大賀太陽〉）
- ギヴン うらがわの存在（2021年、上ノ山立夏） - コミックス第7巻DVD付き限定版
- フルーツバスケット -prelude-（2022年、草摩夾）
- 佐々木と宮野（2022年、半澤雅人） - コミックス第9巻アニメDVD付特装版

### Webアニメ
- 俺の妹がこんなに可愛いわけがない。（2013年、通行人）
- 政宗ダテニクル（2016年、12代当主伊達成宗）
- ホイッスル!（ボイスリメイク版）（2016年、黒川柾輝[182]）
- ガンダムビルドファイターズ バトローグ（2017年、コウサカ・ユウマ）
- あの日の心をとらえて（2019年、流斗[183][184]）
- スター・ウォーズ: ビジョンズ「村の花嫁」（2021年、アス[185]）
- ぷち！東京ミュウミュウ にゅ〜♡（2022年 - 2023年、青山雅也）
- ROLY POLY PEOPLES（2022年 - 2023年、ウィッキー[186]）
- サラリーマン山崎シゲル（2024年 - 、山崎シゲル[187]）

### ゲーム
2013年
- ティアーズ・トゥ・ティアラII 覇王の末裔（バド）

2014年
- 三国魂（主人公1〈男〉）
- BLADE RUSH（スラッシャー）
- ヤタガラス Attack on Cataclysm（クロウ）

2015年
- アイドルマスター SideM（2015年 - 2025年、桜庭薫） - 5作品
- アイ★チュウ（赤羽根双海）
- 彼の秘蜜は恋の裏に（桐生一真）
- クイズRPG 魔法使いと黒猫のウィズ（2015年 - 2023年、アヴィン・シュミット、アリオテス・ゲー）
- グランキングダム（ランカード・ムート）
- グランブルーファンタジー（2015年 - 2024年、カロ / アルテ、アーロン、ウィリアム、桜庭薫、伏黒恵）
- 幻獣契約クリプトラクト（トト、ボーネット）
- SWEET CLOWN 〜午前三時のオカシな道化師〜（久瀬蒼馬）
- スクール オブ ラグナロク（漆原憂世）
- 絶対迎撃ウォーズ（タルコフ）
- 夏色ハイスクル★青春白書（益野太一）
- ヴァリアントナイツ（ドラゴン＝ヴァン＝フリート）
- バンドやろうぜ!（来栖真琴）
- 夢王国と眠れる100人の王子様（ジェラルド）
- 琉球異聞 朱桜の繋（浦添百千代）

2016年
- 茜さすセカイでキミと詠う（中原中也）
- オルタンシア・サーガ -蒼の騎士団-（ヴァルナル）
- 怪盗夜想曲 〜ファントムノクターン〜（早乙女一馬）
- Caligula -カリギュラ-（シャドウナイフ）
- グリムノーツ（藪ノ内豪将 ）
- サンリオ男子 〜わたし、恋を、知りました。〜（源誠一郎）
- Shadowverse（2016年 - 2022年、クイックブレーダー、タムリン、ノイン、ラッコ 他）
- 消滅都市2（サトル、ダヴィンチ、ゲームマスター）
- スタンドマイヒーローズ（大谷羽鳥）
- ダウト〜嘘つきオトコは誰?〜（松木蹴人）
- 天下統一恋の乱 Love Ballad（伊達成実）
- 天穹のアルクルス（ロニー・スピール）
- 囚われのパルマ（アオイ）
- なむあみだ仏っ!（観音菩薩）
- ぽけっとアドベンチャー（マオウ）
- マクロスΔスクランブル（ハヤテ・インメルマン）
- マジカルデイズ the Brats’s Parade（ノラ）
- 名探偵ピカチュウ 〜新コンビ誕生〜（ティム・グッドマン）

2017年
- ファイアーエムブレム ヒーローズ（2017年 - 2025年、セリス、ジャファル）
- スーパーボンバーマン R（赤ボン）
- ザ・キング・オブ・ファイターズ（2017年 - 2022年、ロック・ハワード） - 3作品
- スーパードラゴンボールヒーローズ（暗黒魔神アバター〈ヒーロータイプ〉）
- 文豪とアルケミスト（小泉八雲）
- ラジアントヒストリア パーフェクトクロノロジー（キール）
- あんさんぶるスターズ！（2017年 - 2020年、漣ジュン）
- 空蝉の廻（颯）
- 神式一閃 カムライトライブ（イツキ）
- 歌マクロス スマホDeカルチャー（ハヤテ・インメルマン）
- KING OF PRISM プリズムラッシュ！LIVE（涼野ユウ）
- ファイアーエムブレム無双（シオン）
- 12歳。〜とろけるパズル♡ふたりのハーモニー〜（皆見瑛太）
- スタレボ☆彡 88星座のアイドル革命（矢ヶ崎あきら）
- スーパーロボット大戦シリーズ（2017年 - 2024年、ハヤテ・インメルマン、アイン・ダルトン、流拓馬、カサド・ゼオラ・ホワイター） - 2作品
- デスティニーチャイルド（ファイロ）
- 23/7 トゥエンティ スリー セブン（神名ヒカリ）
- ハイリゲンシュタットの歌（ディー）
- レイヤードストーリーズ ゼロ（ジョシュア、朧）

2018年
- ラストピリオド（アルタイル）
- 名探偵ピカチュウ（ティム・グッドマン）
- ポポロクロイス物語 ナルシアの涙と妖精の笛（ファウスト）
- Caligula Overdose -カリギュラ オーバードーズ-（シャドウナイフ）
- サガ スカーレット グレイス 緋色の野望（レオナルド）
- Cendrillon phalikA（憂漣[ユーレン]＝ミュラー）
- パレットパレード（ゴッホ）
- 白猫テニス（紅の王）
- デジモンリアライズ（柊拓己）
- DREAM!ing（獅子丸孝臣）
- ドラガリアロスト（ライナス、ロドリゴ）
- ブレイドスマッシュ（ケイ）
- 機動戦士ガンダム エクストリームバーサス2（2018年 - 2025年、アイン・ダルトン、コウサカ・ユウマ） - 4作品
- ダッシュ!（イリヤ）
- シンエンレジスト（オロチ）
- 英語とクイズのココロセカイ（シド）
- ブラウンダスト（ローラン）
- ワールドエンドヒーローズ（伊勢崎敬）

2019年
- なむあみだ仏っ！-蓮台 UTENA-（観音菩薩）
- アルカ・ラスト 終わる世界と歌姫の果実（エルネスト）
- デモンエクスマキナ（ジャック）
- 白き鋼鉄のX THE OUT OF GUNVOLT（2019年 - 2022年、アキュラ、イプシロン） - 2作品
- ドラゴンクエストXI 過ぎ去りし時を求めて S（マスク・ザ・ハンサム、ドテゴロ）
- 東京喰種: re 【CALL to EXIST】（不和吟士）
- 快感♥フレーズ CLIMAX -NEXT GENERATION-（大河内詩音）
- ウインドボーイズ！（倉本隆良）
- グリムエコーズ（ウィズ）
- ドラゴンネストM（アサシン）
- FINAL FANTASY XIV 漆黒のヴィランズ（水晶公）
- ワールドフリッパー（ジェラール、ジャリル）
- SDガンダム GGENERATION（2019年 - 2025年、アイン・ダルトン） - 2作品

2020年
- De:Lithe 〜忘却の真王と盟約の天使〜（ラーズ・シックザール）
- Kick-Flight（ツバメ）
- ローリングスフィア（アルデバラン）
- あんさんぶるスターズ!! Basic / Music（2020年 - 2025年、漣ジュン） - 2作品
- Fate/Grand Order（2020年 - 2021年、ディオスクロイ・カストロ）
- オランピアソワレ（縁）
- イケメン王子 美女と野獣の最後の恋（イヴ＝クロス）
- テイルズ オブ クレストリア（ヴィシャス）
- ドラゴンクエストライバルズ（ローレシアの王子）
- ぷよぷよ!!クエスト（2020年 - 2022年、クローラス、伏黒恵）
- 食物語（鵠羹）
- りゅうおうのおしごと！（九頭竜八一）

2021年
- ジャックジャンヌ（織巻寿々）
- モンスターストライク（2021年 - 2024年、伏黒恵、サンラク）
- スーパーボンバーマン R オンライン（赤ボン）
- 白夜極光（クレーケン、ネイルス）
- SCARLET NEXUS（ナギ・カーマン）
- ポケモンマスターズEX（2021年 - 2024年、クダリ）
- 新すばらしきこのせかい（リンドウ）
- ファンタジア・リビルド（幾瀬鳶雄）
- 英雄伝説 黎の軌跡（アーロン・ウェイ）
- ラグナドール 妖しき皇帝と終焉の夜叉姫（朱の盆）
- 共闘ことばRPG コトダマン（2021年 - 2023年、ハヤテ・インメルマン、伏黒恵、御影玲王）
- ウインドボーイズ！（倉本隆良）
- NARUTO X BORUTO 忍者BORUTAGE（カワキ）

2022年
- NARUTO TO BORUTO シノビストライカー（カワキ）
- 機動戦士ガンダム アーセナルベース（2022年 - 2023年、アイン・ダルトン、コウサカ・ユウマ）
- チョコボGP（クレール、イフリート）
- コードギアス 反逆のルルーシュ ロストストーリーズ（2022年 - 2025年、主人公〈男〉〈マリオ・ディゼル〉）
- ラディアンテイル（ヴィリオ）
- 冤罪執行遊戯ユルキル（山田雷太）
- 蒼き雷霆 ガンヴォルトシリーズ（2022年 - 2025年、アキュラ〈二代目〉） - 2作品
- SDガンダム バトルアライアンス（アイン・ダルトン）
- 英雄伝説 黎の軌跡 II -CRIMSON SiN-（アーロン・ウェイ）
- スターオーシャン6 THE DIVINE FORCE（ネヤン・ケイザール）
- 原神（カーヴェ）
- 機動戦士ガンダム 鉄血のオルフェンズG（アイン・ダルトン）
- ドラゴンクエスト トレジャーズ 蒼き瞳と大空の羅針盤（ルビーゴーレム、マーゴム、オーク族、さまようよろい族、ゴーレム族、ヘルコンドル族、ウィッシュドラゴ族）

2023年
- ファイナルファンタジーXVI（クライヴ ・ロズフィールド〈少年期〉）
- 超探偵事件簿 レインコード（セス＝バロウズ）
- 戦国 A LIVE（真田幸村）
- ラディアンテイル 〜ファンファーレ！〜（ヴィリオ）
- 呪術廻戦 ファントムパレード（伏黒恵）
- NARUTO X BORUTO ナルティメットストームコネクションズ（カワキ）
- NextNinja（サンラク）

2024年
- UNDER NIGHT IN-BIRTH II Sys:Celes（クオン）
- 呪術廻戦 戦華双乱（伏黒恵）
- マクロス -Shooting Insight-（ハヤテ・インメルマン）
- 百英雄伝（ユーミル）
- ライドカメンズ（伊織陽真 / 仮面ライダー陽真）
- REYNATIS/レナティス（新崎ジェム）
- 英雄伝説 界の軌跡 -Farewell, O Zemuria-（アーロン・ウェイ）
- カルドアンシェル（アキュラ〈白き鋼鉄のXシリーズ〉、イプシロン）
- アッシュエコーズ（風清洛）
- FANTASIAN Neo Dimension（レオア）

2025年
- 崩壊:スターレイル（アナイクス）
- 餓狼伝説 City of the Wolves（ロック・ハワード）
- ファンタジーライフi グルグルの竜と時を盗む少女（ラノア）
- 牧場物語 Let's!風のグランドバザール（ユリス）
- スーパーロボット大戦Y（流拓馬、ハヤテ・インメルマン、オニジャ）
- 新月同行（啓航）

### ドラマCD
2014年
- ちゃんおぷ的ドラマ 〜四葉のリフレッシュ休暇 feat.凛&さくら 女子旅妄想会議！〜（ゆぅこ）

2015年
- THE IDOLM@STER SideM ST@RTING LINE 01・02・15（2015年 - 2016年、桜庭薫）
- 世界の終わりの世界録（レン）
- ハンツー×トラッシュ（浜路洋平）
- りゅうおうのおしごと!（九頭竜八一） - 第2巻特装版特典ドラマCD

2016年
- 姫さま狸の恋算用（ゴンスケ）

2017年
- 俺んちのメイドさん ドラマCD（アキラ）
- 「機動戦士ガンダム 鉄血のオルフェンズ」EPISODE DRAMA（アイン・ダルトン）

2019年
- 高嶺と花（岡本颯馬） - 単行本第13巻ドラマCD付き限定版
- DIG-ROCKシリーズ（野中つぐみ）

2020年
- 魔王の俺が奴隷エルフを嫁にしたんだが、どう愛でればいい?（ザガン） - 第10巻特装版特典ドラマCD

2021年
- 王の獣（太博） - Cheese!12月号付録ドラマCD
- 悪役令嬢レベル99 〜私は裏ボスですが魔王ではありません〜（パトリック）

2022年
- 冤罪執行遊戯ユルキル（山田雷太） - パッケージ版早期購入特典

### BLCD
2014年
- ひとりじめボーイフレンド（山部剛）

2015年
- ひとりじめシリーズ（2015年―2021年、山部剛）
  - ひとりじめマイヒーロー
  - ひとりじめマイヒーロー2
  - ひとりじめマイヒーロー3
  - ひとりじめマイヒーロー TVアニメドラマCD Vol.1
  - ひとりじめマイヒーロー4

- 抱かれたい男1位に脅されています。シリーズ（2015年―2018年、成宮涼）
  - 抱かれたい男1位に脅されています。2
  - 抱かれたい男1位に脅されています。3
  - 抱かれたい男1位に脅されています。4
  - 抱かれたい男1位に脅されています。5

2016年
- カーストヘヴン シリーズ（2016年―2021年、梓裕也）
  - カーストヘヴン
  - カーストヘヴン2
  - カーストヘヴン3
  - カーストヘヴン 修学旅行編

- カラーレシピ（2016年―2019年、笑吉）
  - カラーレシピ2
  - 月刊ディアプラス19年06月号付録

2017年
- 家族になろうよ（2017年-2022年、千秋）
  - いつか恋になるまで
  - 明けても暮れても -続 いつか恋になるまで-

- なつめくんはなんでもしってる（富士見葉介）
- 気まぐれなジャガー（椎名宗純）
- ジャッカス！（正行）

2018年
- くらやみにストロボ（榊新）
- カスタマスカレード！（江藤晃）
  - 月間ディアプラス18年12月号付録 カスタマスカレード！

2019年
- I HATE（廣瀬希）
- それでも俺のものになる Qpa edition（伊月結弦）
- YOUNG GOOD BOYFRIEND（水沢譲）
- ちびトラさんの日常（たぬきさん）

2020年
- 黄昏アウトフォーカス（2020年 - 2025年、大友寿）
  - 黄昏アウトフォーカス overlap
  - 黄昏アウトフォーカス long take

- 俺たちナマモノ？です（2020年－2023年、立花累）
  - 続！俺たちナマモノ？です

- 愛の本能に従え！（村崎大和）
- 十二支色恋草子（颯助（戌））
- 佐々木と宮野 Vol.2 （半沢雅人）

2022年
- ラムスプリンガの情景（テオドール・サリヴァン）
- プリフェクトの箱庭３（花菱尊）※コミックスドラマCD付き特装版
- 夜明けの唄（2022年－2024年、アルト）
  - 夜明けの唄2
  - 夜明けの唄3

- オンラインゲーム仲間とサシオフしたら職場の鬼上司が来た（熊田）
- カットオーバー・クライテリア（萩原仁）
- セックスセールスドライバー（羽瀬誠）
- 愛の夜明けを待て！（村崎大和）

2023年
- 南くんはその声に焦らされたい（2023年－2024年、南理矢）
  - 南くんはその声に焦らされたい 2

### オーディオドラマ
- TBSラジオ エブ★ラジ 夜の連続スマホ小説「黒しろ恋模様」（2014年[331]）
- SSSS.DYNAZENON ボイスドラマ（2021年、オニジャ）
- 歴史に残る悪女になるぞ 悪役令嬢になるほど王子の溺愛は加速するようです!（2022年、デューク[332]） - コミックス第3巻特典QRコード
- 悪徳貴族の生存戦略 挿しボイスコード（2022年、ジャック・ジラール[333]）
- 君となら恋をしてみても（2023年、山菅龍司）
- アイドルマスター SideM「315 PASSION CONTENTS」（2023年 - 2024年、桜庭薫） - 3作品[一覧 50]

### 吹き替え

#### 映画
- ANNIE/アニー（2014年、犬を追う少年1[334]）
- ペーパータウン（2016年、レイダー〈ジャスティス・スミス〉）
- ミュータント・ニンジャ・タートルズ:影〈シャドウズ〉（2016年、ロビー警官1）
- ブレイク・ビーターズ（2017年、アレックス〈オリバー・コニエツニー〉[335]）
- トゥームレイダー ファースト・ミッション（2018年、不良少年1[336]）
- モーリス（2019年、アレック〈ルパート・グレイヴス〉[337]）※ムービープラス版
- トップガン マーヴェリック（2022年、ファンボーイ〈ダニー・ラミレス〉[338]）
- アバター:ウェイ・オブ・ウォーター（2022年、ハビエル・“スパイダー”・ソコロ〈ジャック・チャンピオン〉[339]）
- エイリアン:ロムルス（2024年、アンディ〈デヴィッド・ジョンソン〉[340]）
- F1/エフワン（2025年、ヒュー・ニッケルビー〈ウィル・メリック〉[341]）
- ヒックとドラゴン（2025年、スノット〈ガブリエル・ハウエル〉[342]）

#### ドラマ
- THE FLASH/フラッシュ（2015年、アクセル・ウォーカー / トリックスター〈デヴォン・グレイ〉）
- ゲーム・オブ・スローンズ（2016年、トメン・バラシオン〈ディーン＝チャールズ・チャップマン〉）
- シリコンバレー（2018年、ビッグヘッド〈ジョシュ・ブレナー〉）
- ファインド・ミー 〜パリでタイムトラベル〜（2020年、ジェフ・チェイス〈キャッスル・ロック〉[343]）
- 大草原の小さな家 シーズン7 #3（2023年、ティム〈ジョン・デュカキス〉）

#### アニメ
- ナタ転生（2021年、李雲祥）
- モンスターハンター: レジェンド・オブ・ザ・ギルド（2021年、エイデン[344]）
- マスターオブスキル For the GLORY（2023年、蘇沐秋[345]）
- スパイダーマン:フレンドリー・ネイバーフッド（2025年、ピーター・パーカー / スパイダーマン[346]）
- ヨウゼン（2025年、李雲祥[347]）

### 特撮
- 仮面ライダーシリーズ
  - 仮面ライダー×仮面ライダー 鎧武&ウィザード 天下分け目の戦国MOVIE大合戦（2013年、武神ライダーの声）
  - 仮面ライダーゴースト（2016年、プラネット眼魔の声[348]）
- ウルトラシリーズ
  - 劇場版 ウルトラマンR/B セレクト! 絆のクリスタル（2019年、ウルトラマントレギアの声[349]）
  - ウルトラマン ニュージェネレーションクロニクル（2019年、ウルトラマントレギアの声）
  - ウルトラマンタイガ（2019年、ウルトラマントレギアの声[350][351]） - 2作品[一覧 51]
  - ウルトラギャラクシーファイト（2019年 - 2022年、ウルトラマントレギアの声〈青い巨人の声〉 / ウルトラマントレギア〈アーリースタイル〉の声[352]） - 3シリーズ[一覧 52]

### ラジオ
※はインターネット配信。
- TVアニメ「血界戦線」技名を叫んでから殴るラジオ!（2014年 - 2015年、音泉※）アシスタント
- BELOVED MEMORIES（2015年 - 2020年、超!A&G+※）
- アイドルマスター SideM ラジオ 315プロNight!（2015年 - 2017年 、ニコニコ生放送※）
- MAN TWO MONTH RADIO 内田雄馬のChange You Mind（2015年、AG-ON※・超!A&G+※[353]）
- りゅうおうのおしごと！〜ラジオ研究会〜（2015年 - 2016年、YouTube※・niconico※）
- マクロスΔ ゴリゴリラジオしちゃるかんねっ!（2016年、文化放送・マクロスポータルサイト※）[354]
- 内田雄馬 君の話を焼かせて（2017年 - 2021年、超!A&G+※）[355]
- TVアニメ『血界戦線&BEYOND』技名を叫んでから殴るラジオ（2017年 - 2018年、音泉※）アシスタント
- 内田雄馬の5回で終わります!（2017年、TS ONE※）[356]
- PLAY TITAN presents 昌也・雄馬のG・A・P（2017年 - 2018年、文化放送）[357]
- 内田雄馬と日高里菜のラジオでもりゅうおうのおしごと!（2018年、ラジオ大阪）[358]
- 石川雄馬のYU-KAIな対決（2018年、TS ONE※）
- HE★VENS RADIO〜Go to heaven〜（2018年 - 、アニメイトタイムズ※）[359]
- アッパレやってまーす! 火曜日（2020年4月7日 - 2023年4月4日、毎日放送）
- 内田雄馬 Heart Heat Hop（2021年 - 、文化放送、超!A&G※）[360]

### ラジオCD
- ラジオCD TVアニメ「血界戦線」技名を叫んでから殴るラジオ! Vol.1・2（2015年）アシスタント
- BELOVED MEMORIES DJCD vol.1 〜チンチーノ川越パイナーラ埼玉〜（2015年）

### ナレーション
- あにむす!（2015年 - 2017年、テレビ東京）
- 小野下野のどこでもクエスト（2018年、AbemaTV※・アニマックス・BS11・J:COMテレビ）
- あさチャン!（2020年 - 2021年、TBSテレビ）[361]

### CM
- サンデーCM劇場「MAJOR 2nd」（2015年、佐藤光）
- ルームエアコン「あなたを見守る篇」（2018年、ガーくん）[362]※顔出し出演
- オーディオテクニカ「ATH-ANC300TW（ワイヤレスイヤホン）」（2020年、Spotify音声広告）※内田真礼と共演[363]
- ピッコマ「ホッと、ひとコマ。」(2020年、CM) ※顔出し出演[364]
- 大塚製薬「ポな日にしよう｜ポカリ、あげなきゃ。｜ポカリスエット」（2021年、CM）※顔出しコメンタリー出演 ※内田真礼と共演[365]

### PV
- ハリー・ポッター：魔法同盟（2019年、男の子〈2役〉[366]）
- 公女殿下の家庭教師（2020年、アレン・ナレーション）[367]
- メイデーア転生物語（2020年、トール・ビグレイツ[368]）
- ちっちゃくてかわいい先輩が大好きなので一日三回照れさせたい スペシャルPV（2020年、市村龍之介[369]）
- ぼくらが死神に祈る日（2021年、ナレーション[370]）
- WIND BREAKER PV（2021年、桜遥[371]）
- 結界師の一輪華 PV（2022年、一ノ宮朔[372]）
- 薫る花は凛と咲く PV（2022年、紬凛太郎[373]）
- 悪徳貴族の生存戦略 PV（2022年、ジャック・ジラール[374][333]）
- 超人X PV（2024年、黒原トキオ[375][376]）

### テレビ番組
※はインターネット配信
| 期間       | 期間       | 番組名                                                       | 役職                           | 備考 |
| ---------- | ---------- | ------------------------------------------------------------ | ------------------------------ | --- |
| 2016年4月  | 2021年3月  | ガンガンGAちゃんねる（ニコニコ動画・YouTube※）               | パーソナリティー               | 実姉・内田真礼と交替制にてコンビ体制として出演                                                                                                   |
| 2017年7月  | 2017年9月  | 空想写真問題ピクチャイズ（アニメイトチャンネル※）            | レギュラー出演                 | |
| 2018年10月 | 2018年10月 | 幻滅セカイ系バラエティ 誰声（WOWOW※）                        | 声の出演                       | いずれも各動画配信サービスにて順次配信 |
| 2019年1月  | 2019年1月  | セカイ系バラエティ 僕声 シーズン2（GYAO!※・WOWOW・TOKYO MX） | 『チャラき者・ダーウチ』役     | いずれも各動画配信サービスにて順次配信 |
| 2022年9月  | 2022年9月  | めざましテレビ（フジテレビ）                                 | マンスリーエンタメプレゼンター | 声優界で同番組のマンスリーエンタメプレゼンターを担当するのは宮野真守→梶裕貴に次いで3人目、月3回で1・2週目はいずれも月曜日、3週目は水曜日にて出演 |

### 舞台
- 舞台 ひと夏のアクエリオン（2015年7月25日、アイア 2.5 シアタートーキョー）ライハの声[380]
- 朗読劇 さよならソルシエ（2016年12月3日 - 4日、サウンドシアター）アンリ・ド・トゥールーズ=ロートレック
- 詠唱劇「新本格魔法少女りすか」（2021年6月8日）朗読・供犠創貴[381]
- マスクプレイミュージカル『デリシャスパーティ♡プリキュア ドリームステージ』（2022年[382]）ブラックペッパーの声
- 朗読「山椒大夫」〜四の五の言わずに安寿と厨子王〜（2024年9月8日、J:COMホール八王子）[383]

### デジタルコミック
- ねこ、はじめました（2016年、和代尚 / ニャオ） - 『ちゃおちゃおTV!』収録
- 理系が恋に落ちたので証明してみた。（2020年、雪村心夜） - コミックス第8巻BookLive!購入特典
- 予言のナユタ（2021年、ケンジ[384]）
- うちの弟どもがすみません（2021年、成田源） - 第4巻購入特典URLページ、別冊マーガレット2021年7月付録URLカード[385]
- 王の獣（2021年、太博[386]）
- 公女殿下の家庭教師（2021年、アレン）
- かめばかむほど甘くなる（2021年 - 2022年、柏葉流） - フラワーコミックスチャンネル配信[387]、ベツコミ2022年1月号付録DVD[388]、第4巻特装版付属DVD[389]
- 悪役令嬢レベル99 〜私は裏ボスですが魔王ではありません〜（2021年、パトリック[390]）
- ドロンドロロン（2022年、佐々木ドラ）
- 「くじ」から始まる婚約生活～厳正なる抽選の結果、笑わない次期公爵様の婚約者に当選しました～（2022年、アレン[391]）
- 星旅少年（2022年、505[392]）
- 踏んだり、蹴ったり、愛したり（2022年、五百森泰[393]）

### その他コンテンツ
- 多数決ドラマ『青春ブタ野郎はバニーガール先輩の夢を見ない with さくら荘のペットな彼女』（2016年、国見佑真）
- DVDリアル宝探し 〜海神ポセイドーンを封印せよ〜in 横浜・八景島シーパラダイス（2017年）
- テレビドラマ『ゆうべはお楽しみでしたね』（2019年、クライド[394]）
- 展覧会『開館10周年記念 画家が見たこども展 ゴッホ、ボナール、ヴィユヤール、ドニ、ヴァロットン』（2020年2月15日 - 6月7日、三菱一号館美術館。音声ガイド[395]）
- 呪術廻戦 ボイスマスコット（2020年、伏黒恵[396]）
- TRUE WIRELESS STEREO EARPHONES アニメ『呪術廻戦』 伏黒恵(CV:内田雄馬)モデル（2021年、伏黒恵[397]）
- 色彩検定協会「教えて!色彩先生」シリーズ（2022年 - 2024年、桃也[398][399][400]）

## ディスコグラフィ

### シングル
|        | 発売日         | タイトル           | 規格品番   | 規格品番  | オリコン 最高位 |
| 限定盤 | 発売日         | タイトル           | 通常盤     |           | オリコン 最高位 |
| ------ | -------------- | ------------------ | ---------- | --------- | --------------- |
| 1st    | 2018年5月30日  | NEW WORLD          | KICM-91845 | KICM-1845 | 9位             |
| 2nd    | 2018年9月19日  | Before Dawn        | KICM-91887 | KICM-1887 | 11位            |
| 3rd    | 2019年5月8日   | Speechless         | KICM-91930 | KICM-1930 | 7位             |
| 4th    | 2019年11月27日 | Rainbow            | KICM-91989 | KICM-1989 | 8位             |
| 5th    | 2020年2月19日  | Over               | KICM-92028 | KICM-2028 | 9位             |
| 6th    | 2020年8月26日  | Image              | KICM-92059 | KICM-2059 | 18位            |
| 7th    | 2021年1月27日  | SHAKE!SHAKE!SHAKE! | KICM-92075 | KICM-2075 | 6位             |
| 8th    | 2021年4月21日  | Comin' Back        | KICM-92085 | KICM-2085 | 12位            |
| 9th    | 2022年2月9日   | Good mood          | KICM-92112 | KICM-2112 | 11位            |
| 10th   | 2022年9月21日  | Congrats!!         | KICM-92116 | KICM-2116 | 8位             |
| 11th   | 2023年4月12日  | Salt & Sugar       | KICM-92131 | KICM-2131 | 10位            |
| 12th   | 2025年4月2日   | シンギュラリスト   | KICM-92164 | KICM-2164 | 17位            |
| 13th   | 2025年4月2日   | ハートエイク       | KICM-92165 | KICM-2165 | 16位            |

### デジタルシングル
|     | 発売日        | タイトル                 | 備考                      |
| --- | ------------- | ------------------------ | ------------------------- |
| 1st | 2020年8月26日 | NEW WORLD [English ver.] |                           |
| 2nd | 2023年1月18日 | Happy-go-Journey         |                           |
| 3rd | 2023年5月31日 | 1 LOVE 1                 | 6ヶ月連続デジタルリリース |
| 4th | 2023年6月30日 | DangeR                   | 6ヶ月連続デジタルリリース |
| 5th | 2023年7月26日 | Shot                     | 6ヶ月連続デジタルリリース |
| 6th | 2023年8月30日 | Joyful                   | 6ヶ月連続デジタルリリース |
| 7th | 2023年9月29日 | ものたんない             | 6ヶ月連続デジタルリリース |
| 8th | 2023年10月9日 | Hope                     | 6ヶ月連続デジタルリリース |

### アルバム
|         | 発売日         | タイトル | 規格品番     | 規格品番    | 規格品番  | 規格品番  | オリコン 最高位 |
| 限定BOX | 発売日         | タイトル | CD+BD        | CD+DVD      | CD        |           | オリコン 最高位 |
| ------- | -------------- | -------- | ------------ | ----------- | --------- | --------- | --------------- |
| 1st     | 2019年7月24日  | HORIZON  |              | KIZC-551    | KIZC-553  | KICS-3838 | 7位             |
| 2nd     | 2021年9月22日  | Equal    | KIZC-90631/2 | KIZC-633/4  |           | KICS-4021 | 7位             |
| 3rd     | 2023年11月29日 | Y        | KIZC-90737/8 | KIZC-739/40 | KICS-4112 | 9位       |                 |

### 映像作品
|     | 発売日        | タイトル                                                | 規格品番   | 規格品番         |
| BD  | 発売日        | タイトル                                                | DVD        |                  |
| --- | ------------- | ------------------------------------------------------- | ---------- | ---------------- |
| 1st | 2020年7月15日 | YUMA UCHIDA 1st LIVE「OVER THE HORIZON」                | KIXM-431/2 | KIBM-847/8       |
| 2nd | 2022年2月9日  | YUMA UCHIDA LIVE 2021「Equal Sign」                     | KIXM-488/9 | KIBM-903/4       |
| 3rd | 2023年4月12日 | YUMA UCHIDA LIVE 2022「Gratz on your world, our world」 | KIXM-537/8 | DAY1:KIBM-959/60 |
| 3rd | 2023年4月12日 | YUMA UCHIDA LIVE 2022「Gratz on your world, our world」 | KIXM-537/8 | DAY2:KIBM-961/2  |
| 4th | 2024年3月13日 | YUMA UCHIDA LIVE TOUR 2023「Keep in Step with」         | KIXM-576/7 | KIBM-998/9       |
| 5th | 2024年12月4日 | YUMA UCHIDA 5th Anniversary LIVE「Y」                   | KIXM-593/4 | KIBM-1114/5      |

### タイアップ曲
| 楽曲               | タイアップ                                                            | 時期   |
| ------------------ | --------------------------------------------------------------------- | ------ |
| Speechless         | テレビアニメ『この音とまれ!』エンディングテーマ                       | 2019年 |
| Rainbow            | テレビアニメ『この音とまれ!』エンディングテーマ                       | 2019年 |
| Over               | テレビアニメ『あひるの空』エンディングテーマ                          | 2020年 |
| SHAKE!SHAKE!SHAKE! | テレビアニメ『怪病医ラムネ』オープニングテーマ                        | 2021年 |
| Spin a Roulette    | テレビドラマ『声優探偵』主題歌                                        | 2021年 |
| Comin' Back        | テレビアニメ『灼熱カバディ』エンディングテーマ                        | 2021年 |
| Go Roly!           | Webアニメ『ROLY POLY PEOPLES』主題歌                                  | 2022年 |
| Happy-go-Journey   | テレビアニメ『とんでもスキルで異世界放浪メシ』エンディングテーマ      | 2023年 |
| Salt & Sugar       | テレビアニメ『THE MARGINAL SERVICE』エンディングテーマ                | 2023年 |
| Hope               | テレビアニメ『デッドマウント・デスプレイ』第2クールエンディングテーマ | 2023年 |
| Shot               | Tリーグ 2023-2024シーズン 公認テーマソング                            | 2023年 |
| シンギュラリスト   | テレビアニメ『クラシック★スターズ』オープニングテーマ                 | 2025年 |
| ハートエイク       | テレビアニメ『＃コンパス2.0 戦闘摂理解析システム』エンディングテーマ  | 2025年 |
| 私でよかった!!!    | テレビアニメ『デブとラブと過ちと!』エンディングテーマ                 | 2025年 |

### キャラクターソング
| 発売日         | 商品名 | 歌 | 楽曲 | 備考                                                                                               |
| -------------- | --- | --- | --- | -------------------------------------------------------------------------------------------------- |
| 2015年4月15日  | THE IDOLM@STER SideM ST@RTING LINE -02 DRAMATIC STARS                                                                                                   | DRAMATIC STARS | 「STARLIGHT CELEBRATE!」 「DRAMATIC NONFICTION」 「DRIVE A LIVE」                                                                                           | ゲーム『アイドルマスター SideM』関連曲                                                             |
| 2015年11月4日  | ☆SHOW TIME 5☆team鳳&team柊 | team柊 | 「Caribbean Groove」 | テレビアニメ『スタミュ』挿入歌                                                                     |
| 2015年11月11日 | ☆SHOW TIME 6☆team鳳&team柊 | team柊 | 「アヤナギ・ショウ・タイム」 | テレビアニメ『スタミュ』挿入歌                                                                     |
| 2015年11月18日 | ☆SHOW TIME 7☆team柊&辰己琉唯×申渡栄吾 | team柊 | 「スター・オブ・スター！」 | テレビアニメ『スタミュ』挿入歌                                                                     |
| 2015年11月18日 | ☆SHOW TIME 7☆team柊&辰己琉唯×申渡栄吾 | 辰己琉唯（岡本信彦）、申渡栄吾（内田雄馬） | 「The Elegance」 | テレビアニメ『スタミュ』関連曲                                                                     |
| 2015年12月2日  | うたの☆プリンスさまっ♪ マジLOVEレボリューションズ BD・DVD第6巻特典CD                                                                                    | HE★VENS | 「HE★VENS GATE -Beginning of the Legend-」 | テレビアニメ『うたの☆プリンスさまっ♪ マジLOVEレボリューションズ』挿入歌                            |
| 2016年3月23日  | アイ★チュウ/soleil | Lancelot | 「かっこつかないぜ？」 「悪くないぜ Easy days」 | ゲーム『アイ★チュウ』関連曲                                                                        |
| 2016年4月27日  | 劇場版 KING OF PRISM by PrettyRhythm Song&Soundtrack | 一条シン（寺島惇太）、太刀花ユキノジョウ（斉藤壮馬）、十王院カケル（八代拓）、香賀美タイガ（畠中祐）、西園寺レオ（永塚拓馬）、鷹梁ミナト（五十嵐雅）、涼野ユウ（内田雄馬） | 「ドラマチックLOVE」 | 劇場アニメ『KING OF PRISM by PrettyRhythm』エンディングテーマ                                      |
| 2016年4月27日  | Classroom☆Crisis BD・DVD第7巻特典CD | 霧羽ナギサ（内田雄馬） | 「心の旅」 | 『Classroom☆Crisis』関連曲                                                                         |
| 2016年7月13日  | THE IDOLM@STER SideM 2nd ANNIVERSARY DISC 01 DRAMATIC STARS & High×Joker                                                                                | DRAMATIC STARS、High×Joker | 「夜空を煌めく星のように」 | ゲーム『アイドルマスター SideM』関連曲                                                             |
| 2016年7月13日  | THE IDOLM@STER SideM 2nd ANNIVERSARY DISC 01 DRAMATIC STARS & High×Joker                                                                                | DRAMATIC STARS | 「MOON NIGHTのせいにして」 | ゲーム『アイドルマスター SideM』関連曲                                                             |
| 2016年7月27日  | OVAスタミュ BD・DVD第1巻特典CD | team柊 | 「C☆ngratulations!」 | OVA『スタミュ』エンディングテーマ                                                                  |
| 2016年8月31日  | KING OF PRISM Music Ready Sparking! | 涼野ユウ（内田雄馬） | 「Zeus♂ 〜俺は最強スター〜」 | 劇場アニメ『KING OF PRISM by PrettyRhythm』関連曲                                                  |
| 2016年9月21日  | OVAスタミュ BD・DVD第2巻特典CD | team柊 | 「ユメ・イロ」 | OVA『スタミュ』オープニングテーマ                                                                  |
| 2016年9月21日  | アイ★チュウ creation 06. Lancelot | Lancelot | 「We are I ★ CHU!」 「ギリギリの衝動」 | ゲーム『アイ★チュウ』関連曲                                                                        |
| 2016年9月28日  | FORBIDDEN★STAR BLACK VERRY 1st「優シイ果実」 | BLACK VERRY | 「優シイ果実」 「Stupid Collection」 | 『FORBIDDEN★STAR』関連曲                                                                           |
| 2016年9月28日  | 「ReLIFE」キャラクターソングVol.3 / 大神和臣・狩生玲奈                                                                                                  | 大神和臣（内田雄馬） | 「ベリースイート」 | テレビアニメ『ReLIFE』挿入歌                                                                       |
| 2016年10月26日 | うたの☆プリンスさまっ♪ マジLOVEレジェンドスター デュエットアイドルソング 一ノ瀬トキヤ＆鳳 瑛二                                                          | 一ノ瀬トキヤ（宮野真守）、鳳瑛二（内田雄馬） | 「Mighty Aura」 | テレビアニメ『うたの☆プリンスさまっ♪ マジLOVEレジェンドスター』挿入歌                              |
| 2016年10月26日 | うたの☆プリンスさまっ♪ マジLOVEレジェンドスター デュエットアイドルソング 一ノ瀬トキヤ＆鳳 瑛二                                                          | 鳳瑛二（内田雄馬） | 「Dreamer」 | テレビアニメ『うたの☆プリンスさまっ♪マジLOVEレジェンドスター』関連曲                               |
| 2016年11月16日 | Fun! Fantastic girl! | サンリオ男子 | 「Fun! Fantastic girl!」 | ゲーム『サンリオ男子〜わたし、恋を、知りました。〜』主題歌                                         |
| 2016年12月28日 | 不滅のインフェルノ | HE★VENS | 「不滅のインフェルノ」 | テレビアニメ『うたの☆プリンスさまっ♪マジLOVEレジェンドスター』挿入歌                               |
| 2016年12月28日 | 不滅のインフェルノ | HE★VENS | 「HE★VENLY PARADE」 | テレビアニメ『うたの☆プリンスさまっ♪マジLOVEレジェンドスター』関連曲                               |
| 2017年1月11日  | TVアニメ『うたの☆プリンスさまっ♪マジLOVEレジェンドスター』 BD・DVD第1巻特典CD                                                                           | ST☆RISH、QUARTET NIGHT、HE★VENS | 「夢を歌へと…！」 | テレビアニメ『うたの☆プリンスさまっ♪ マジLOVEレジェンドスター』挿入歌                              |
| 2017年1月25日  | FORBIDDEN★STAR BLACK VERRY 2nd | BLACK VERRY | 「MISTAKE Wah NOISY」 「浮名 SILENT MINORITY」 | 『FORBIDDEN★STAR』関連曲                                                                           |
| 2017年2月1日   | Beyond The Dream | 315プロダクション所属アイドル | 「Beyond The Dream」 | ゲーム『アイドルマスター SideM』テーマソング                                                       |
| 2017年2月1日   | Beyond The Dream | 315プロダクション所属アイドル（インテリ） | 「Beyond The Dream」 | ゲーム『アイドルマスター SideM』テーマソング                                                       |
| 2017年2月10日  | THE IDOLM@STER SideM 2nd ANNIVERSARY SOLO COLLECTION | 桜庭薫（内田雄馬） | 「MOON NIGHTのせいにして」 | ゲーム『アイドルマスター SideM』関連曲                                                             |
| 2017年3月8日   | 「サンリオ男子」Birthday Memorial CD(1)＜源誠一郎＞ | 源誠一郎（内田雄馬） | 「A maze」 | 『サンリオ男子』関連曲                                                                             |
| 2017年3月22日  | アイ★チュウ/glace | Lancelot | 「サディスティック ロマンティック」 「100万ドルのスリル」                                                                                                   | ゲーム『アイ★チュウ』関連曲                                                                        |
| 2017年4月12日  | ☆2nd SHOW TIME 2☆ アンシエント&team柊 | team柊 | 「カメレオン・スター！」 | テレビアニメ『スタミュ 第2期』挿入歌                                                               |
| 2017年4月19日  | ☆2nd SHOW TIME 3☆ 星谷&那雪×月皇×辰己×申渡 | 那雪透（小野賢章）、月皇海斗（ランズベリー・アーサー）、辰己琉唯（岡本信彦）、申渡栄吾（内田雄馬） | 「青空SEASON」 | テレビアニメ『スタミュ 第2期』関連曲                                                               |
| 2017年4月26日  | THE IDOLM@STER SideM ORIGIN@L PIECES 04 | 桜庭薫（内田雄馬） | 「Because」 | ゲーム『アイドルマスター SideM』関連曲                                                             |
| 2017年4月26日  | 劇場版KING OF PRISM -PRIDE the HERO- ユニットプロジェクト ヒロ&ユウ                                                                                     | 速水ヒロ（前野智昭）、涼野ユウ（内田雄馬） | 「サマースカイ・モノローグ」 | 劇場アニメ『KING OF PRISM -PRIDE the HERO-』関連曲                                                 |
| 2017年5月17日  | Playing The World | オーイシマサヨシ（OxT）、KISHOW（GRANRODEO）、鈴木このみ、茅原実里、TRUE、DRAMATIC STARS、中島愛、南條愛乃（fripSide）、羽多野渉、春奈るな、Pyxis、早見沙織、Machico、栗林みな実、三森すずこ | 「Playing The World」 | ライブイベント『Animelo Summer Live 2017 -THE CARD-』テーマソング                                  |
| 2017年6月14日  | ☆2nd SHOW TIME 11☆ team鳳&team柊 | team柊 | 「Starship Runway」 | テレビアニメ『スタミュ 第2期』関連曲                                                               |
| 2017年6月21日  | ☆2nd SHOW TIME 12☆ team鳳&team柊&揚羽×蜂矢×北原×南條&オールキャスト                                                                                     | team柊 | 「Gift」 | テレビアニメ『スタミュ 第2期』関連曲                                                               |
| 2017年6月21日  | ☆2nd SHOW TIME 12☆ team鳳&team柊&揚羽×蜂矢×北原×南條&オールキャスト                                                                                     | オールキャスト | 「Gift 〜カーテンコール〜」 | テレビアニメ『スタミュ 第2期』挿入歌                                                               |
| 2017年6月21日  | アイ★チュウ 〜シャッフルユニットミニアルバム〜 | Warlock | 「Victim Collection 〜極上の生贄たちへ〜」 | ゲーム『アイ★チュウ』関連曲                                                                        |
| 2017年9月27日  | 劇場版KING OF PRISM -PRIDE the HERO- Song&Soundtrack | エーデルローズ新入生 | 「Vivi℃ Heart Session!」 | 劇場アニメ『KING OF PRISM -PRIDE the HERO-』エンディングテーマ                                     |
| 2017年10月18日 | ostinato | シャドウナイフ（内田雄馬） | 「sin」 | ゲーム『Caligula -カリギュラ-』関連曲                                                              |
| 2017年11月1日  | うたの☆プリンスさまっ♪「HEAVEN SKY」エピソードCD | HE★VENS | 「HEAVEN SKY」 | 『うたの☆プリンスさまっ♪』関連曲                                                                   |
| 2017年11月15日 | THE IDOLM@STER SideM ANIMATION PROJECT 01「Reason‼」 | 315 STARS（DRAMATIC STARS、Beit、S.E.M、High×Joker、W、Jupiter） | 「Reason‼」 | テレビアニメ『アイドルマスター SideM』オープニングテーマ                                           |
| 2017年11月15日 | THE IDOLM@STER SideM ANIMATION PROJECT 01「Reason‼」 | DRAMATIC STARS、S.E.M、Jupiter | 「流星PARADE」 | テレビアニメ『アイドルマスター SideM』エンディングテーマ                                           |
| 2017年11月29日 | 『ハイリゲンシュタットの歌』オリジナルサウンドトラック                                                                                                  | ディー（内田雄馬） | 「君への歌 from ディー」 | ゲーム『ハイリゲンシュタットの歌』エンディングテーマ                                               |
| 2017年12月6日  | アイ★チュウ 〜I★Chu Award 2017ミニアルバム〜 | 赤羽根双海（内田雄馬） | 「だいじょうぶ」 | ゲーム『アイ★チュウ』関連曲                                                                        |
| 2017年12月27日 | アイドルマスター SideM BD・DVD第1巻特典CD「315 St@rry Collaboration 01 〜DRAMATIC STARS & Beit〜」                                                      | DRAMATIC STARS、Beit | 「冬の日のエトランゼ」 | テレビアニメ『アイドルマスター SideM』関連曲                                                       |
| 2017年12月27日 | アイドルマスター SideM BD・DVD第1巻特典CD「315 St@rry Collaboration 01 〜DRAMATIC STARS & Beit〜」                                                      | DRAMATIC STARS | 「サ・ヨ・ナ・ラ Summer Holiday」 | テレビアニメ『アイドルマスター SideM』関連曲                                                       |
| 2018年1月17日  | THE IDOLM@STER SideM ANIMATION PROJECT 07「ARRIVE TO STAR」                                                                                             | DRAMATIC STARS | 「ARRIVE TO STAR」 | テレビアニメ『アイドルマスター SideM』エンディングテーマ                                           |
| 2018年1月17日  | THE IDOLM@STER SideM ANIMATION PROJECT 07「ARRIVE TO STAR」                                                                                             | DRAMATIC STARS | 「Reason!!」 | テレビアニメ『アイドルマスター SideM』関連曲                                                       |
| 2018年1月31日  | THE IDOLM@STER SideM ANIMATION PROJECT 08「GLORIOUS RO@D」                                                                                              | 315 STARS（DRAMATIC STARS、Beit、S.E.M、High×Joker、Jupiter） | 「Beyond The Dream（第2話 Ver）」 | テレビアニメ『アイドルマスター SideM』エンディングテーマ                                           |
| 2018年1月31日  | THE IDOLM@STER SideM ANIMATION PROJECT 08「GLORIOUS RO@D」                                                                                              | 315 STARS（DRAMATIC STARS、Beit、S.E.M、High×Joker、W、Jupiter） | 「DRIVE A LIVE（第13話 Ver）」 | テレビアニメ『アイドルマスター SideM』エンディングテーマ                                           |
| 2018年1月31日  | THE IDOLM@STER SideM ANIMATION PROJECT 08「GLORIOUS RO@D」                                                                                              | 315 STARS（DRAMATIC STARS、Beit、S.E.M、High×Joker、W、Jupiter） | 「GLORIOUS RO@D」 | テレビアニメ『アイドルマスター SideM』挿入歌                                                       |
| 2018年2月14日  | 恋歌ロイド Type6. 唱-ショウ- | 唱（内田雄馬） | 「CANDY HOLIC」 | 『恋歌ロイド』関連曲                                                                               |
| 2018年2月21日  | 青春インターリュード/Now on dream! | サンリオ男子 | 「青春インターリュード」 | テレビアニメ『サンリオ男子』オープニングテーマ                                                     |
| 2018年2月21日  | 青春インターリュード/Now on dream! | サンリオ男子 | 「Now on dream!」 | テレビアニメ『サンリオ男子』エンディングテーマ                                                     |
| 2018年2月21日  | あんさんぶるスターズ！ ユニットソングCD Eden | Eden | 「THE GENESIS」 | ゲーム『あんさんぶるスターズ！』関連曲                                                             |
| 2018年2月21日  | あんさんぶるスターズ！ ユニットソングCD Eden | Eve | 「Trap For You」 | ゲーム『あんさんぶるスターズ！』関連曲                                                             |
| 2018年3月21日  | サンリオ男子 ORIGINAL SOUNDTRACK | サンリオ男子 | 「心に花束を」 | テレビアニメ『サンリオ男子』挿入歌                                                                 |
| 2018年4月4日   | fleur | Lancelot | 「グラモフォン・ノスタルジー」 | ゲーム『アイ★チュウ』関連曲                                                                        |
| 2018年5月23日  | Over the Limit | ROUTE85 | 「Over the Limit」 | テレビアニメ『弱虫ペダル GLORY LINE』エンディングテーマ                                            |
| 2018年5月23日  | Over the Limit | 新開悠人（内田雄馬） | 「Over the Limit」 | テレビアニメ『弱虫ペダル GLORY LINE』関連曲                                                        |
| 2018年6月6日   | KING OF PRISM RUSH SONG COLLECTION -RED NIGHT VAMPIRE-                                                                                                  | 大和アレクサンダー（武内駿輔）、涼野ユウ（内田雄馬）、十王院カケル（八代拓） | 「レッドナイト・ヴァンパイア」 | ゲーム『KING OF PRISM プリズムラッシュ！LIVE』関連曲                                               |
| 2018年6月6日   | KING OF PRISM RUSH SONG COLLECTION -RED NIGHT VAMPIRE-                                                                                                  | 太刀花ユキノジョウ（斉藤壮馬）、鷹梁ミナト（五十嵐雅）、涼野ユウ（内田雄馬） | 「氷上白波男」 | ゲーム『KING OF PRISM プリズムラッシュ！LIVE』関連曲                                               |
| 2018年7月4日   | TVアニメ『かくりよの宿飯』キャラクターソング集Vol.1 「隠世の調」                                                                                        | 暁（内田雄馬）、鈴蘭（内田真礼） | 「時の砂」 | テレビアニメ『かくりよの宿飯』エンディングテーマ                                                   |
| 2018年7月18日  | 弱虫ペダル GLORY LINE BD・DVD第2巻特典CD | 真波山岳（代永翼）、泉田塔一郎（阿部敦）、黒田雪成（野島健児）、葦木場拓斗（宮野真守）、銅橋正清（小野大輔）、新開悠人（内田雄馬） | 「箱根学園 校歌」 | テレビアニメ『弱虫ペダル GLORY LINE』関連曲                                                        |
| 2018年7月18日  | 弱虫ペダル GLORY LINE BD・DVD第2巻特典CD | 葦木場拓斗（宮野真守）、新開悠人（内田雄馬） | 「Only Time」 | テレビアニメ『弱虫ペダル GLORY LINE』関連曲                                                        |
| 2018年8月22日  | 紺碧のアル・フィーネ | 伊豆乃風 | 「紺碧のアル・フィーネ」 「奇跡」 | テレビアニメ『ぐらんぶる』関連曲                                                                   |
| 2018年8月22日  | 紺碧のアル・フィーネ | 伊豆乃風 | 「紺碧のアル・フィーネ〜二軒目にカラオケに入った俺たちのテンションスーパーMAXver.〜」                                                                       | テレビアニメ『ぐらんぶる』エンディングテーマ                                                       |
| 2018年9月26日  | TAKE A DREAM!! | 望月悠馬（島﨑信長）、花房柳（古川慎）、新兎千里（花江夏樹）、獅子丸孝臣（内田雄馬）、針宮藤次（豊永利行）、三毛門紫音（蒼井翔太） | 「TAKE A DREAM!!」 | ゲーム『DREAM!ing』関連曲                                                                          |
| 2018年10月17日 | KING OF PRISM RUSH SONG COLLECTION -Sweet Sweet Replies!-                                                                                               | 神浜コウジ（柿原徹也）、涼野ユウ（内田雄馬） | 「アシンメトリ・アイズ」 | ゲーム『KING OF PRISM プリズムラッシュ！LIVE』関連曲                                               |
| 2018年10月24日 | 千銃士 絶対高貴ソングシリーズ Noble Bullet 07 戊辰戦争グループ                                                                                          | ゲベール（内田雄馬） | 「Limited Cords」 | ゲーム『千銃士』関連曲                                                                             |
| 2018年11月21日 | DUEL GIG EXTRA | 来栖真琴（内田雄馬） | 「wolf」 | ゲーム『バンドやろうぜ！』関連曲                                                                   |
| 2018年11月23日 | KING OF PRISM Rose Party 2018 アニミュゥモ特典CD | 一条シン（寺島惇太）、太刀花ユキノジョウ（斉藤壮馬）、十王院カケル（八代拓）、香賀美タイガ（畠中祐）、西園寺レオ（永塚拓馬）、鷹梁ミナト（五十嵐雅）、涼野ユウ（内田雄馬）、如月ルヰ（蒼井翔太）、大和アレクサンダー（武内駿輔） | 「ドラマチックLOVE Rose Party 2018 Ver」 | 劇場アニメ『KING OF PRISM by PrettyRhythm』関連曲                                                  |
| 2018年11月28日 | スタレボ☆彡 88星座のアイドル革命 THE BEST「STAR REVOLUTION」Vol.2 Judgement/ニコ★イチ                                                                   | Judgement | 「Horoscope」 「One Love」 | ゲーム『スタレボ☆彡 88星座のアイドル革命』関連曲                                                   |
| 2018年12月19日 | KING OF PRISM X'mas Winter Eyes / Happy Happy Birthday!                                                                                                 | 一条シン（寺島惇太）、太刀花ユキノジョウ（斉藤壮馬）、香賀美タイガ（畠中祐）、十王院カケル（八代拓）、鷹梁ミナト（五十嵐雅）、西園寺レオ（永塚拓馬）、涼野ユウ（内田雄馬） | 「Winter Eyes」 「Happy Happy Birthday!」 「ドラマチックLOVE -X'mas version-」                                                                              | ゲーム『KING OF PRISM プリズムラッシュ！LIVE』関連曲                                               |
| 2018年12月19日 | THE IDOLM@STER SideM WakeMini! MUSIC COLLECTION 03 | 315 STARS（インテリ Ver.） | 「POKER FAITH -ポーカーフェイス-」 | テレビアニメ『アイドルマスター SideM 理由あってMini!』エンディングテーマ                           |
| 2019年1月16日  | 劇場版 うたの☆プリンスさまっ♪ マジLOVEキングダム スペシャルユニットドラマCD 真斗・カミュ・瑛二                                                          | 聖川真斗（鈴村健一）、カミュ（前野智昭）、鳳瑛二（内田雄馬） | 「Feather inthe hand」 | 劇場アニメ『劇場版 うたの☆プリンスさまっ♪ マジLOVEキングダム』挿入歌                               |
| 2019年1月30日  | 抱かれたい男1位に脅されています。 BD・DVD第3巻特典CD | 成宮涼（内田雄馬） | 「時代はチュンロッタっす！ 〜Sing and Dance〜」 | テレビアニメ『抱かれたい男1位に脅されています。』関連曲                                            |
| 2019年2月27日  | Magic Rhythm Party Floor 〜ゆめライブCD 千里&孝臣〜 | 新兎千里（花江夏樹）、獅子丸孝臣（内田雄馬） | 「Magic Rhythm Party Floor」 「All or Nothing」 「FREEDOM」                                                                                                 | ゲーム『DREAM!ing』関連曲                                                                          |
| 2019年3月13日  | KING OF PRISM RUSH SONG COLLECTION -STAR MASQUERADE- | 香賀美タイガ（畠中祐）、涼野ユウ（内田雄馬） | 「アンビバレンス・プレイス」 | ゲーム『KING OF PRISM プリズムラッシュ！LIVE』関連曲                                               |
| 2019年3月13日  | KING OF PRISM RUSH SONG COLLECTION -STAR MASQUERADE- | エーデルローズ新入生 | 「ドラマチックLOVE Thanks 1st anniversary REMIX」 | ゲーム『KING OF PRISM プリズムラッシュ！LIVE』関連曲                                               |
| 2019年3月13日  | アンセム フォー ジ エンジェル | 鳳瑛二（内田雄馬） | 「Just You」 | 『うたの☆プリンスさまっ♪』関連曲                                                                   |
| 2019年3月15日  | THE IDOLM@STER SideM WakeMini! SOLO COLLECTION 03 INTELLIGENCE Ver.                                                                                     | 桜庭薫（内田雄馬） | 「POKER FAITH -ポーカーフェイス-」 | テレビアニメ『アイドルマスター SideM 理由あってMini!』関連曲                                       |
| 2019年3月20日  | アイ★チュウ BEST ALBUM アイ盤 | Lancelot | 「Oh Please! 〜Sand Venus〜」 | ゲーム『アイ★チュウ』関連曲                                                                        |
| 2019年3月27日  | BLACK OUT/HAPPY ENTERTAINER 〜ゆめライブCD 黒寮VS白寮〜                                                                                                 | 望月悠馬（島﨑信長）、花房柳（古川慎）、新兎千里（花江夏樹）、獅子丸孝臣（内田雄馬）、針宮藤次（豊永利行）、三毛門紫音（蒼井翔太）、虎澤一生（深町寿成）、浅霧巳影（立花慎之介）、柴咲真也（山口智広）、白華時雨（小林裕介）、竜ヶ崎仁（武内駿輔）、槙千鶴（土岐隼一）、志部谷幽（畠中祐）、牛若湊（中島ヨシキ）、久磨凛太朗（柿原徹也）、ビアンキ由仁（天野七瑠） | 「TAKE A DREAM!!（特進生集合Ver）」 | ゲーム『DREAM!ing』関連曲                                                                          |
| 2019年3月29日  | 星屑インビテーション | RGB-Trinity | 「星屑インビテーション」 「RGB」 | 『キラボシチューン』関連曲                                                                         |
| 2019年4月3日   | 愛を捧げよ 〜the secret Shangri-la〜 | HE★VENS | 「愛を捧げよ 〜the secret Shangri-la〜」 「GIRA×2★SEVEN」                                                                                                   | 劇場アニメ『劇場版 うたの☆プリンスさまっ♪ マジLOVEキングダム』挿入歌                               |
| 2019年4月24日  | Shiny Seven Stars!/366LOVEダイアリー | 一条シン（寺島惇太）、太刀花ユキノジョウ（斉藤壮馬）、香賀美タイガ（畠中祐）、十王院カケル（八代拓）、鷹梁ミナト（五十嵐雅）、西園寺レオ（永塚拓馬）、涼野ユウ（内田雄馬） | 「Shiny Seven Stars!」 | テレビアニメ『KING OF PRISM -Shiny Seven Stars-』オープニングテーマ                                |
| 2019年4月24日  | Shiny Seven Stars!/366LOVEダイアリー | 一条シン（寺島惇太）、太刀花ユキノジョウ（斉藤壮馬）、香賀美タイガ（畠中祐）、十王院カケル（八代拓）、鷹梁ミナト（五十嵐雅）、西園寺レオ（永塚拓馬）、涼野ユウ（内田雄馬） | 「366LOVEダイアリー」 | 劇場アニメ『KING OF PRISM -Shiny Seven Stars-』エンディングテーマ                                  |
| 2019年4月24日  | あんさんぶるスターズ！アルバムシリーズ Eden | Eden | 「Dance in the Apocalypse」 | ゲーム『あんさんぶるスターズ！』関連曲                                                             |
| 2019年4月24日  | あんさんぶるスターズ！アルバムシリーズ Eden | Eve | 「Sunlit Smile!」 | ゲーム『あんさんぶるスターズ！』関連曲                                                             |
| 2019年4月24日  | あんさんぶるスターズ！アルバムシリーズ Eden | 漣ジュン（内田雄馬） | 「Back-alley Monologue」 | ゲーム『あんさんぶるスターズ！』関連曲                                                             |
| 2019年5月1日   | GRANBLUE FANTASY ORIGINAL SOUNDTRACKS Promise | カロ（内田雄馬） | 「カロの歌」 | ゲーム『グランブルーファンタジー』劇中歌                                                           |
| 2019年5月10日  | THE IDOLM@STER SideM 4th ANNIVERSARY DISC「LIVE in your SMILE / DREAM JOURNEY」                                                                         | DRAMATIC STARS、Jupiter、Beit、High×Joker、Café Parade、もふもふえん、F-LAGS | 「DREAM JOURNEY」 | ゲーム『アイドルマスター SideM』関連曲                                                             |
| 2019年7月3日   | セカイ系バラエティ 僕声シーズン2 サウンドトラック | GENMEPER | 「幻滅交響曲"いい歌じゃねぇ"」 「イルカに騙されないで」 「絶望キーボード」                                                                                  | バラエティ番組『セカイ系バラエティ 僕声 シーズン2』関連曲                                          |
| 2019年7月24日  | KING OF PRISM -Shiny Seven Stars- マイソングシングルシリーズ 涼野ユウ                                                                                   | 涼野ユウ（内田雄馬） | 「Shiny Stellar」 | テレビアニメ『KING OF PRISM -Shiny Seven Stars-』挿入歌                                            |
| 2019年7月24日  | KING OF PRISM -Shiny Seven Stars- マイソングシングルシリーズ 涼野ユウ                                                                                   | 涼野ユウ（内田雄馬） | 「Overnight Sensation 〜時代はあなたに委ねてる〜」 | テレビアニメ『KING OF PRISM -Shiny Seven Stars-』エンディングテーマ                                |
| 2019年8月7日   | KING OF PRISM -Shiny Seven Stars- マイソングシングルシリーズ 一条シン・太刀花ユキノジョウ・香賀美タイガ・十王院カケル・鷹梁ミナト・西園寺レオ・涼野ユウ | 一条シン（寺島惇太）、太刀花ユキノジョウ（斉藤壮馬）、香賀美タイガ（畠中祐）、十王院カケル（八代拓）、鷹梁ミナト（五十嵐雅）、西園寺レオ（永塚拓馬）、涼野ユウ（内田雄馬） | 「ナナイロノチカイ！ -Brilliant oath-」 | テレビアニメ『KING OF PRISM -Shiny Seven Stars-』挿入歌                                            |
| 2019年8月7日   | KING OF PRISM -Shiny Seven Stars- マイソングシングルシリーズ 一条シン・太刀花ユキノジョウ・香賀美タイガ・十王院カケル・鷹梁ミナト・西園寺レオ・涼野ユウ | 一条シン（寺島惇太）、太刀花ユキノジョウ（斉藤壮馬）、香賀美タイガ（畠中祐）、十王院カケル（八代拓）、鷹梁ミナト（五十嵐雅）、西園寺レオ（永塚拓馬）、涼野ユウ（内田雄馬） | 「BOY MEETS GIRL」 | テレビアニメ『KING OF PRISM -Shiny Seven Stars-』エンディングテーマ                                |
| 2019年8月7日   | ☆3rd SHOW TIME 6☆ team鳳×team柊×team楪×team漣&那雪シスターズ                                                                                            | team鳳、team柊、team楪、team漣 | 「Magic Time Maker」 | テレビアニメ『スタミュ 第3期』挿入歌                                                               |
| 2019年8月28日  | ☆3rd SHOW TIME 9☆ team柊&申渡×虎石 | team柊 | 「GLORY+HOLLY+STORY」 | テレビアニメ『スタミュ 第3期』挿入歌                                                               |
| 2019年8月28日  | ☆3rd SHOW TIME 9☆ team柊&申渡×虎石 | 申渡栄吾（内田雄馬）、虎石和泉（KENN） | 「CROSS×TALK」 | テレビアニメ『スタミュ』関連曲                                                                     |
| 2019年8月28日  | DIG-ROCK Impish Crow Vol.1 | Impish Crow［野中つぐみ（内田雄馬）］ | 「RISE」 | 『DIG-ROCK』関連曲                                                                                 |
| 2019年9月18日  | ☆3rd SHOW TIME 12☆ team辰己&team星谷&team2年生 | team辰己 | 「MASTERPIECE」 | テレビアニメ『スタミュ 第3期』挿入歌                                                               |
| 2019年9月18日  | ☆3rd SHOW TIME 12☆ team辰己&team星谷&team2年生 | 星谷悠太（花江夏樹）、那雪透（小野賢章）、月皇海斗（ランズベリー・アーサー）、天花寺翔（細谷佳正）、空閑愁（前野智昭）、辰己琉唯（岡本信彦）、申渡栄吾（内田雄馬）、戌峰誠士郎（興津和幸）、虎石和泉（KENN）、卯川晶（松岡禎丞）、揚羽陸（島﨑信長）、蜂矢聡（高梨謙吾）、北原廉（梅原裕一郎）、南條聖（武内駿輔）                                                 | 「我ら、綾薙学園華桜会〜NEXT STAGE〜」 | テレビアニメ『スタミュ 第3期』エンディングテーマ                                                   |
| 2019年9月27日  | KING OF PRISM -Shiny Seven Stars- BD / DVD 全巻購入特典「PRISM COVERS COLLECTION -Amazon盤-」                                                           | 西園寺レオ（永塚拓馬）、涼野ユウ（内田雄馬） | 「ALIVE」 | テレビアニメ『KING OF PRISM -Shiny Seven Stars-』関連曲                                            |
| 2019年10月23日 | DIG-ROCK Impish Crow Vol.2 | Impish Crow［野中つぐみ（内田雄馬）］ | 「Pump it!!」 | 『DIG-ROCK』関連曲                                                                                 |
| 2019年12月11日 | キセキ | Eden | 「キセキ」 | テレビアニメ『あんさんぶるスターズ！』オープニングテーマ                                           |
| 2019年12月18日 | THE IDOLM@STER SideM 5th ANNIVERSARY DISC 01 PRIDE STAR                                                                                                 | 315 ALLSTARS | 「PRIDE STAR」 「DRIVE A LIVE」 「Reason!!」 「GLORIOUS RO@D」                                                                                              | ゲーム『アイドルマスター SideM』関連曲                                                             |
| 2019年12月25日 | 劇場版 うたの☆プリンスさまっ♪ マジLOVEキングダム BD・DVD特典CD                                                                                          | ST☆RISH、QUARTET NIGHT、HE★VENS | 「マジLOVEキングダム」 「Welocme to UTA☆PRI KINGDOM!!」 | 劇場アニメ『劇場版 うたの☆プリンスさまっ♪ マジLOVEキングダム』挿入歌                               |
| 2019年12月25日 | DIG-ROCK Impish Crow Vol.3 | Impish Crow［野中つぐみ（内田雄馬）］ | 「Beyond the sky」 | 『DIG-ROCK』関連曲                                                                                 |
| 2020年1月22日  | THE IDOLM@STER SideM 5th ANNIVERSARY DISC 02 DRAMATIC STARS&神速一魂&F-LAGS                                                                             | DRAMATIC STARS | 「ASTERISK」 | ゲーム『アイドルマスター SideM』関連曲                                                             |
| 2020年1月22日  | THE IDOLM@STER SideM 5th ANNIVERSARY DISC 02 DRAMATIC STARS&神速一魂&F-LAGS                                                                             | DRAMATIC STARS、神速一魂、F-LAGS | 「Fine Day! Find Way!」 | ゲーム『アイドルマスター SideM』関連曲                                                             |
| 2020年1月31日  | RGB-Trinity VS 紅一天 | RGB-Trinity | 「HEART BANDIT」 | 『キラボシチューン』関連曲                                                                         |
| 2020年2月5日   | THE IDOLM@STER SideM WORLD TRE@SURE 12 | 桜庭薫（内田雄馬）、黒野玄武（深町寿成）、九十九一希（徳武竜也） | 「Your Nobility」 「MEET THE WORLD!（UNITED KINGDOM Ver.）」                                                                                                | ゲーム『アイドルマスター SideM LIVE ON ST@GE!』関連曲                                              |
| 2020年2月5日   | チューリングラブ feat.Sou/ピヨ まんぷくアニメ盤 | 雪村心夜（内田雄馬）、氷室菖蒲（雨宮天） with 奏言葉（原奈津子）、棘田恵那（大森日雅）、犬飼虎輔（福島潤） | 「チューリングラブ」 | テレビアニメ『理系が恋に落ちたので証明してみた。』関連曲                                           |
| 2020年2月26日  | あんさんぶるスターズ！ EDテーマ集 VOL.06 | Eden | 「Awakening Myth」 | テレビアニメ『あんさんぶるスターズ！』エンディングテーマ                                           |
| 2020年2月26日  | あんさんぶるスターズ！ オリジナルサウンドトラック | Trickstar、Eden | 「キセキ」 | テレビアニメ『あんさんぶるスターズ！』オープニングテーマ                                           |
| 2020年3月6日   | THE IDOLM@STER SideM 5th ANNIVERSARY UNIT COLLECTION -PRIDE STAR-                                                                                       | DRAMATIC STARS | 「PRIDE STAR」 | ゲーム『アイドルマスター SideM』関連曲                                                             |
| 2020年3月25日  | LOVEグラフィティ | SePTENTRION | 「LOVEグラフィティ」 | 劇場アニメ『KING OF PRISM ALL STARS -プリズムショー☆ベストテン-』主題歌                            |
| 2020年3月25日  | LOVEグラフィティ | KING OF PRISM ALL STARS | 「ドラマチックLOVE -ALLSTARS THANKS ver.-」 | 劇場アニメ『KING OF PRISM ALL STARS -プリズムショー☆ベストテン-』関連曲                            |
| 2020年3月25日  | JEALOUSYS | shion（内田雄馬）、Reon（鈴木達央） | 「ジェラシス」 「New Generation」 | ゲーム『快感♥フレーズ CLIMAX』関連曲                                                               |
| 2020年3月25日  | JEALOUSYS | Sylphy | 「火焔のカメリア」 「雪花」 | ゲーム『快感♥フレーズ CLIMAX』関連曲                                                               |
| 2020年3月25日  | うちタマ?! 〜うちのタマ知りませんか？〜 ボーカルコレクション                                                                                            | 河原ベー（内田雄馬） | 「ハレルヤ・ハレルヤ」 | テレビアニメ『うちタマ?! 〜うちのタマ知りませんか？〜』エンディングテーマ                          |
| 2020年3月25日  | うちタマ?! 〜うちのタマ知りませんか？〜 オリジナルサウンドトラック                                                                                      | 3丁目オールスターズ | 「3丁目のテーマ」 | テレビアニメ『うちタマ?! 〜うちのタマ知りませんか？〜』エンディングテーマ                          |
| 2020年4月8日   | DIG-ROCK -BREAK TIME- Type:IC | Impish Crow［野中つぐみ（内田雄馬）］ | 「Be Ambitious!!」 | 『DIG-ROCK』関連曲                                                                                 |
| 2020年6月24日  | DIG-ROCK -DUEL FES- Vol.1 Type:IC | Impish Crow［野中つぐみ（内田雄馬）］ | 「GROW」 | 『DIG-ROCK』関連曲                                                                                 |
| 2020年7月22日  | DIG-ROCK -DUEL FES- Vol.2 | Impish Crow［野中つぐみ（内田雄馬）］ | 「Ride the Wind」 | 『DIG-ROCK』関連曲                                                                                 |
| 2020年8月26日  | BRAND NEW STARS!! | ESオールスターズ | 「BRAND NEW STARS!!」 | ゲーム『あんさんぶるスターズ!!』主題歌                                                             |
| 2020年8月26日  | BRAND NEW STARS!! | ESオールスターズ | 「Walk with your smile」 | ゲーム『あんさんぶるスターズ!!』関連曲                                                             |
| 2020年8月26日  | あんさんぶるスターズ!! ESアイドルソング season1 Eden | Eden | 「楽園追放 -Faith Conquest-」 「BRAND NEW STARS!!」 | ゲーム『あんさんぶるスターズ!!』関連曲                                                             |
| 2020年8月26日  | THE IDOLM@STER SideM 5th ANNIVERSARY SOLO COLLECTION 01                                                                                                 | 桜庭薫（内田雄馬） | 「ASTERISK」 | ゲーム『アイドルマスター SideM』関連曲                                                             |
| 2020年8月26日  | Paradise Lost〜Beside you〜 | 皇綺羅（小野大輔）、帝ナギ（代永翼）、鳳瑛二（内田雄馬）、天草シオン（山下大輝） | 「Beside you」 | 『うたの☆プリンスさまっ♪』関連曲                                                                   |
| 2020年9月16日  | SUPER STAR/THIS IS...!/Genesis HE★VENS | 鳳瑛一（緑川光）、皇綺羅（小野大輔）、帝ナギ（代永翼）、鳳瑛二（内田雄馬）、桐生院ヴァン（高橋英則）、日向大和（木村良平）、天草シオン（山下大輝） | 「Genesis HE★VENS」 | 『うたの☆プリンスさまっ♪』関連曲                                                                   |
| 2020年9月30日  | なんどでも笑おう | THE IDOLM@STER FIVE STARS!!! | 「なんどでも笑おう」 | 「アイドルマスターシリーズ」関連曲                                                                 |
| 2020年9月30日  | なんどでも笑おう【SideM盤】 | 315 STARS | 「なんどでも笑おう」 | 「アイドルマスターシリーズ」関連曲                                                                 |
| 2020年9月30日  | なんどでも笑おう【SideM盤】 | 桜庭薫（内田雄馬） | 「なんどでも笑おう」 | 「アイドルマスターシリーズ」関連曲                                                                 |
| 2020年11月4日  | DIG-ROCK -BLUE- Type:IC | Impish Crow［野中つぐみ（内田雄馬）］ | 「Sky is the limit」 | 『DIG-ROCK』関連曲                                                                                 |
| 2020年12月16日 | DIG-ROCK Impish Crow ミニアルバム Faith | Impish Crow［野中つぐみ（内田雄馬）］ | 「FAITH」 | 『DIG-ROCK』関連曲                                                                                 |
| 2020年12月23日 | OUVERTURE | Lancelot | 「Flower of life」 | ゲーム『アイ★チュウ Étoile Stage』関連曲                                                           |
| 2021年1月8日   | KING OF PRISM BEST ALBUM "Music Goes On!" | 涼野ユウ（内田雄馬） | 「Happy Happy Birthday!」 | ゲーム『KING OF PRISM プリズムラッシュ！LIVE』関連曲                                               |
| 2021年1月8日   | KING OF PRISM BEST ALBUM "Music Goes On!" | Edel Rose Stars | 「BOY MEETS GIRL」 | 『KING OF PRISM』シリーズ関連曲                                                                    |
| 2021年2月7日   | THE IDOLM@STER SideM UNIT COLLECTION -MEET THE WORLD!-                                                                                                  | 315 ALLSTARS | 「MEET THE WORLD!」 | ゲーム『アイドルマスター SideM』関連曲                                                             |
| 2021年2月7日   | THE IDOLM@STER SideM UNIT COLLECTION -MEET THE WORLD!-                                                                                                  | DRAMATIC STARS | 「MEET THE WORLD!」 | ゲーム『アイドルマスター SideM』関連曲                                                             |
| 2021年2月24日  | 一番星 | アイチュウ | 「一番星の歌〜未来のレジェンド伝説〜」 | テレビアニメ『アイ★チュウ』オープニングテーマ                                                      |
| 2021年3月3日   | THE IDOLM@STER SideM NEW STAGE EPISODE:12 DRAMATIC STARS                                                                                                | DRAMATIC STARS | 「GOOD NEW MORNING」 「NEXT STAGE!」 | ゲーム『アイドルマスター SideM』関連曲                                                             |
| 2021年3月24日  | DIG-ROCK -dice- Type:IC | Impish Crow［野中つぐみ（内田雄馬）］ | 「Updraft」 | 『DIG-ROCK』関連曲                                                                                 |
| 2021年6月2日   | うたの☆プリンスさまっ♪10th Anniversary CD | 鳳瑛一（緑川光）、皇綺羅（小野大輔）、帝ナギ（代永翼）、鳳瑛二（内田雄馬）、桐生院ヴァン（高橋英則）、日向大和（木村良平）、天草シオン（山下大輝） | 「ENDLESS SCORE」 | 『うたの☆プリンスさまっ♪』関連曲                                                                   |
| 2021年6月9日   | あんさんぶるスターズ!! FUSION UNIT SERIES 01 Switch × Eden                                                                                              | Switch、Eden | 「Majestic Magic」 | ゲーム『あんさんぶるスターズ!!』関連曲                                                             |
| 2021年6月9日   | あんさんぶるスターズ!! FUSION UNIT SERIES 01 Switch × Eden                                                                                              | Eden | 「FUSIONIC STARS!!」 | ゲーム『あんさんぶるスターズ!!』関連曲                                                             |
| 2021年6月23日  | FUSIONIC STARS!! | ESオールスターズ | 「FUSIONIC STARS!!」 | ゲーム『あんさんぶるスターズ!!』関連曲                                                             |
| 2021年6月23日  | DIG-ROCK -dice- Type:IC×HR | Impish Crow［野中つぐみ（内田雄馬）］ | 「RAM」 | 『DIG-ROCK』関連                                                                                   |
| 2021年7月21日  | SSSS.DYNAZENON CHARACTER SONG.2 | オニジャ（内田雄馬） | 「STRONGEST!!」 | テレビアニメ『SSSS.DYNAZENON』関連曲                                                               |
| 2021年7月21日  | SSSS.DYNAZENON CHARACTER SONG.2 | 怪獣優生思想 | 「約束」 | テレビアニメ『SSSS.DYNAZENON』関連曲                                                               |
| 2021年7月21日  | スケートリーディング☆スターズ キャラクターソングミニアルバム①                                                                                           | 前島絢晴（内田雄馬） | 「My buddies」 | テレビアニメ『スケートリーディング☆スターズ』関連曲                                                |
| 2021年9月18日  | ジャックジャンヌ VOCAL COLLECTION | 立花希佐（寺崎裕香）、高科更文（近藤孝行）、睦実介（笠間淳）、根地黒門（岸尾だいすけ）、白田美ツ騎（梶原岳人）、織巻寿々（内田雄馬）、世長創司郎（佐藤元） | 「Jack & Jeanne Of Quartz」 | ゲーム『ジャックジャンヌ』オープニングテーマ                                                       |
| 2021年9月18日  | ジャックジャンヌ VOCAL COLLECTION | 立花希佐（寺崎裕香）、高科更文（近藤孝行）、睦実介（笠間淳）、根地黒門（岸尾だいすけ）、白田美ツ騎（梶原岳人）、織巻寿々（内田雄馬）、世長創司郎（佐藤元） | 「Fortune color is crystal!」 「なかつくにのキルツェ」 「Quartz Anima」                                                                                     | ゲーム『ジャックジャンヌ』挿入歌                                                                   |
| 2021年9月18日  | ジャックジャンヌ VOCAL COLLECTION | 立花希佐（寺崎裕香）、織巻寿々（内田雄馬） | 「鈴かけの木をこえて」 | ゲーム『ジャックジャンヌ』挿入歌                                                                   |
| 2021年9月18日  | ジャックジャンヌ VOCAL COLLECTION | 立花希佐（寺崎裕香）、根地黒門（岸尾だいすけ）、白田美ツ騎（梶原岳人）、織巻寿々（内田雄馬） | 「我らグレートガリオン」 | ゲーム『ジャックジャンヌ』挿入歌                                                                   |
| 2021年9月18日  | ジャックジャンヌ VOCAL COLLECTION | 高科更文（近藤孝行）、睦実介（笠間淳）、根地黒門（岸尾だいすけ）、白田美ツ騎（梶原岳人）、織巻寿々（内田雄馬） | 「!!!ゴーストパーティー!!!」 | ゲーム『ジャックジャンヌ』挿入歌                                                                   |
| 2021年9月18日  | ジャックジャンヌ VOCAL COLLECTION | 立花希佐（寺崎裕香）、高科更文（近藤孝行）、睦実介（笠間淳）、根地黒門（岸尾だいすけ）、白田美ツ騎（梶原岳人）、織巻寿々（内田雄馬）、世長創司郎（佐藤元） | 「風が吹いたんだ」 | ゲーム『ジャックジャンヌ』エンディングテーマ                                                       |
| 2021年9月18日  | ジャックジャンヌ VOCAL COLLECTION | 立花希佐（寺崎裕香）、織巻寿々（内田雄馬） | 「風が吹いたんだ」 | ゲーム『ジャックジャンヌ』エンディングテーマ                                                       |
| 2021年9月29日  | THE IDOLM@STER SideM GROWING SIGN@L 01 Growing Smiles!                                                                                                  | 315 ALLSTARS | 「Growing Smiles!」 「DRIVE A LIVE」 「Beyond The Dream」 「NEXT STAGE!」                                                                                   | ゲーム『アイドルマスター SideM GROWING STARS』関連曲                                               |
| 2021年10月27日 | One Day | 鳳瑛二（内田雄馬） | 「宵闇Secret moon」 | 『うたの☆プリンスさまっ♪』関連曲                                                                   |
| 2021年10月27日 | One Day | 鳳瑛一（緑川光）、皇綺羅（小野大輔）、帝ナギ（代永翼）、鳳瑛二（内田雄馬）、桐生院ヴァン（高橋英則）、日向大和（木村良平）、天草シオン（山下大輝） | 「One Day」 | 『うたの☆プリンスさまっ♪』関連曲                                                                   |
| 2021年11月24日 | あんさんぶるスターズ!! ESアイドルソング season2 Eden | Eden | 「EXCEED」 「Psyche's Butterfly」 | ゲーム『あんさんぶるスターズ!!』関連曲                                                             |
| 2022年1月8日   | THE IDOLM@STER SideM UNIT COLLECTION -Growing Smiles!-                                                                                                  | DRAMATIC STARS | 「Growing Smiles!」 | ゲーム『アイドルマスター SideM GROWING STARS』関連曲                                               |
| 2022年2月23日  | FT4 | Full Throttle4 | 「WELCOME SICKS」 | 『告白実行委員会〜アイドルシリーズ〜』関連曲                                                       |
| 2022年2月23日  | FT4 | Full Throttle4 | 「BROTHER」 「LOVE ANTHEM」 「TO FAMILY」 「BLUE」 「FAKE STAR」 「TIME LINE」 「Dear LAYLA」 「Alive」 「GOOD BYE」                                        | 『告白実行委員会〜アイドルシリーズ〜』関連曲                                                       |
| 2022年2月23日  | FT4 | Full Throttle4、philo | 「TASTE」 | 『告白実行委員会〜アイドルシリーズ〜』関連曲                                                       |
| 2022年3月12日  | THE IDOLM@STER SideM PASSION@TE FORMATION -INTELLIGENCE-                                                                                                | 315 STARS（インテリVer.） | 「ANYWHERE」 | ゲーム『アイドルマスター SideM GROWING STARS』関連曲                                               |
| 2022年3月12日  | THE IDOLM@STER SideM PASSION@TE FORMATION -INTELLIGENCE-                                                                                                | 桜庭薫（内田雄馬） | 「ANYWHERE」 | ゲーム『アイドルマスター SideM GROWING STARS』関連曲                                               |
| 2022年5月18日  | ビビっとラブ アニメ盤 | 雪村心夜（内田雄馬）×氷室菖蒲（雨宮天） | 「ビビっとラブ」 | テレビアニメ『理系が恋に落ちたので証明してみた。r=1-sinθ』関連曲                                   |
| 2022年7月20日  | デリシャスパーティ♡プリキュア ボーカルアルバム 〜Welcome to Delicious Party〜                                                                           | 品田拓海（内田雄馬） | 「俺に出来ること」 | テレビアニメ『デリシャスパーティ♡プリキュア』関連曲                                                |
| 2022年7月29日  | ヒロインたるもの！〜嫌われヒロインと内緒のお仕事〜 BD / DVD 第1巻完全生産限定版特典特典CD                                                               | Full Throttle4 feat. LIP×LIP | 「新時代」 | テレビアニメ『ヒロインたるもの!〜嫌われヒロインと内緒のお仕事〜』関連曲                            |
| 2022年12月7日  | THE IDOLM@STER SideM GROWING SIGN@L 14 DRAMATIC STARS                                                                                                   | DRAMATIC STARS | 「Change to Chance」 「Rainy Memories」 | ゲーム『アイドルマスター SideM GROWING STARS』関連曲                                               |
| 2022年12月21日 | THE IDOLM@STER SideM GROWING SIGN@L 15 Take a StuMp! | 315 ALLSTARS | 「Take a StuMp!」 | ゲーム『アイドルマスター SideM GROWING STARS』関連曲                                               |
| 2023年2月11日  | THE IDOLM@STER SideM UNIT COLLECTION -Take a StuMp!- | DRAMATIC STARS | 「Take a StuMp!」 | ゲーム『アイドルマスター SideM GROWING STARS』関連曲                                               |
| 2023年4月21日  | アオペラ -aoppella!?-5 | VadLip | 「King Of Voxxx」 | 『アオペラ -aoppella!?-』関連曲                                                                    |
| 2023年9月27日  | THE IDOLM@STER SideM 49 ELEMENTS 16 DRAMATIC STARS | DRAMATIC STARS | 「S!T!A!R!ting」 | ゲーム『アイドルマスター SideM GROWING STARS』関連曲                                               |
| 2023年9月27日  | THE IDOLM@STER SideM 49 ELEMENTS 16 DRAMATIC STARS | 桜庭薫（内田雄馬） | 「My Starry Song」 | ゲーム『アイドルマスター SideM GROWING STARS』関連曲                                               |
| 2023年9月27日  | アオペラ -aoppella!?-5.5 | リルハピ、FYA'M'、VadLip | 「5+6+6=Voice to Voice」 | 『アオペラ -aoppella!?-』関連曲                                                                    |
| 2023年9月27日  | アオペラ -aoppella!?-5.5 | VadLip | 「5+6+6=Voice to Voice -Vad Rule-」 | 『アオペラ -aoppella!?-』関連曲                                                                    |
| 2023年10月4日  | THE IDOLM@STER SideM F＠NTASTIC COMBINATION〜BRAINPOWER!!〜 DRAMATIC STARS                                                                              | DRAMATIC STARS、S.E.M | 「Dramatic Anthem」 「DRIVE A LIVE」 | ライブイベント『315 Production presents F＠NTASTIC COMBINATION LIVE 〜BRAINPOWER!!〜』関連曲       |
| 2023年10月4日  | THE IDOLM@STER SideM F＠NTASTIC COMBINATION〜BRAINPOWER!!〜 DRAMATIC STARS                                                                              | DRAMATIC STARS | 「Study Equal Magic!」 | ライブイベント『315 Production presents F＠NTASTIC COMBINATION LIVE 〜BRAINPOWER!!〜』関連曲       |
| 2023年10月4日  | THE IDOLM@STER SideM F＠NTASTIC COMBINATION〜BRAINPOWER!!〜 S.E.M                                                                                       | DRAMATIC STARS、S.E.M | 「Beyond The Dream」 | ライブイベント『315 Production presents F＠NTASTIC COMBINATION LIVE 〜BRAINPOWER!!〜』関連曲       |
| 2023年10月28日 | THE IDOLM@STER SideM GROWING SIGN@L SOLO COLLECTION 03                                                                                                  | 桜庭薫（内田雄馬） | 「Change to Chance」 | ゲーム『アイドルマスター SideM GROWING STARS』関連曲                                               |
| 2023年10月28日 | THE IDOLM@STER SideM 8th STAGE THEME SONG「Hands & Claps!」                                                                                             | 315 ALLSTARS | 「Hands & Claps!」 | ライブイベント『THE IDOLM@STER SideM 8th STAGE 〜ALL H@NDS TOGETHER〜』テーマソング                |
| 2023年10月28日 | THE IDOLM@STER SideM 8th STAGE THEME SONG「Hands & Claps!」                                                                                             | 315 STARS（インテリVer.） | 「Hands & Claps!」 | ライブイベント『THE IDOLM@STER SideM 8th STAGE 〜ALL H@NDS TOGETHER〜』テーマソング                |
| 2024年6月26日  | BRAND NEW STARS!! | ESオールスターズ | 「BRAND NEW STARS!!」 「Walk with your smile」 | ゲーム『あんさんぶるスターズ!!』関連曲                                                             |
| 2024年6月26日  | FUSIONIC STARS!! | ESオールスターズ | 「FUSIONIC STARS!!」 | ゲーム『あんさんぶるスターズ!!』関連曲                                                             |
| 2024年9月18日  | KING OF PRISM -Dramatic PRISM.1-「We are SePTENTRION!!!!!!!」                                                                                           | SePTENTRION | 「LINK WORLD」 | 劇場アニメ『KING OF PRISM -Dramatic PRISM.1-』主題歌                                               |
| 2024年12月11日 | アイ NEED YOU（FOR WONDERFUL STORY）【SideM盤】 | THE IDOLM@STER BRILLIANT STARS | 「アイ NEED YOU（FOR WONDERFUL STORY）」 | 「アイドルマスターシリーズ」20周年記念楽曲                                                         |
| 2024年12月11日 | アイ NEED YOU（FOR WONDERFUL STORY）【SideM盤】 | 315 STARS | 「アイ NEED YOU（FOR WONDERFUL STORY）」 | 「アイドルマスターシリーズ」20周年記念楽曲                                                         |
| 2024年12月11日 | アイ NEED YOU（FOR WONDERFUL STORY）【SideM盤】 | 桜庭薫（内田雄馬） | 「アイ NEED YOU（FOR WONDERFUL STORY）」 | 「アイドルマスターシリーズ」20周年記念楽曲                                                         |
| 2025年5月21日  | BEYOND★CLASSIC | Gran★MyStar | 「BEYOND★CLASSIC」 | テレビアニメ『クラシック★スターズ』エンディングテーマ                                              |
| 2025年5月21日  | BEYOND★CLASSIC | ベートーヴェン（内田雄馬） | 「魂のために」 | テレビアニメ『クラシック★スターズ』挿入歌                                                          |
| 2025年8月20日  | 『KING OF PRISM-Your Endless Call-み〜んなきらめけ！プリズム☆ツアーズ』Song Collection                                                                  | SePTENTRION、WITH | 「BOY MEETS GIRL -SePTENTRION＆WITH ver.-」 | 劇場アニメ『KING OF PRISM-Your Endless Call-み〜んなきらめけ!プリズム☆ツアーズ』挿入歌             |
| 2025年8月20日  | KING OF PRISM『ラブパラ! -Endless Love,Love-/Sparkling Days』                                                                                           | SePTENTRION | 「ラブパラ! -Endless Love,Love-」 | 劇場アニメ『KING OF PRISM-Your Endless Call-み〜んなきらめけ!プリズム☆ツアーズ』挿入歌             |
| 2025年8月20日  | KING OF PRISM『ラブパラ! -Endless Love,Love-/Sparkling Days』                                                                                           | SePTENTRION | 「Sparkling Days -Over the silence ver.-」 「Sparkling Days -Key to my secret ver」 「Sparkling Days -Pure voice ver.-」 「Sparkling Days -BIG LOVE ver.-」 | 劇場アニメ『KING OF PRISM-Your Endless Call-み〜んなきらめけ!プリズム☆ツアーズ』エンディングテーマ |
| 2025年10月22日 | クラシック★スターズ character song album | ベートーヴェン（内田雄馬） | 「DESTINY IS MINE」 | テレビアニメ『クラシック★スターズ』挿入歌                                                          |
| 2025年10月22日 | クラシック★スターズ character song album | Gran★MyStar | 「グラン★プロローグ」 「交響曲★STARS MELODY」 | テレビアニメ『クラシック★スターズ』挿入歌                                                          |

## ライブ・イベント

### 合同ライブ
| 出演日                  | タイトル                                                                 | 会場                                    |
| ----------------------- | ------------------------------------------------------------------------ | --------------------------------------- |
| 2018年9月24日           | KING SUPER LIVE 2018 東京公演                                            | 東京ドーム（東京都）                    |
| 2019年9月1日            | Animelo Summer Live 2019 -STORY-                                         | さいたまスーパーアリーナ（埼玉県）      |
| 2022年2月13日           | オダイバ!!超次元音楽祭 -ヨコハマからハッピーバレンタインフェス2022- DAY2 | ぴあアリーナMM（神奈川県）              |
| 2022年7月17日           | BILIBILI MACRO LINK - STAR PHASE 2022                                    | 幕張イベントホール（千葉県）            |
| 2022年8月28日           | Animelo Summer Live 2022 -Sparkle-                                       | さいたまスーパーアリーナ（埼玉県）      |
| 2023年8月27日           | Animelo Summer Live 2023 -AXEL- DAY3                                     | さいたまスーパーアリーナ（埼玉県）      |
| 2024年2月25日           | オダイバ!!超次元音楽祭 フユフェス2024 DAY2                               | ぴあアリーナMM（神奈川県）              |
| 2024年5月11日 - 5月12日 | KING SUPER LIVE 2024                                                     | Kアリーナ横浜（神奈川県）               |
| 2024年9月1日            | Animelo Summer Live 2024 -Stargazer- DAY3                                | さいたまスーパーアリーナ（埼玉県）      |
| 2024年9月28日 - 29日    | YUMA UCHIDA LIVE “VS YUMA 001- 内田真礼”                                 | パシフィコ横浜 国立大ホール（神奈川県） |
| 2024年11月23日          | ANIMAX MUSIX 2024 FALL                                                   | 横浜アリーナ（神奈川県）                |

## 書籍

### 写真集
- 内田雄馬1st写真集「Uuuuma」（2018年12月14日、宝島社）